# Чайковский, Пётр Ильич
Пётр Ильи́ч Чайко́вский (25 апреля [7 мая] 1840, Воткинский завод, Вятская губерния — 25 октября [6 ноября] 1893, Санкт-Петербург) — русский композитор, педагог, дирижёр и музыкальный критик.
Наследие Чайковского представлено разными жанрами: 10 опер, 3 балета, 7 симфоний (6 пронумерованных и симфония «Манфред»), 104 романса, ряд программных симфонических произведений, концерты и камерно-инструментальные ансамбли, хоровые сочинения, кантаты, фортепианные миниатюры и фортепианные циклы. Его творчество представляет собой чрезвычайно ценный вклад в мировую музыкальную культуру и, наряду с творчеством его современников — композиторов «Могучей кучки», знаменует собой новый этап в развитии русской музыки.
Чайковский является одним из величайших композиторов мира, ярким представителем музыкального романтизма и одним из выдающихся лириков и драматургов-психологов в музыке, углубившимся в психологический анализ сложных и противоречивых явлений жизни.

## Происхождение
Прадед композитора по отцовской линии, Фёдор Афанасьевич Чайка (1695—1767), происходил от православных шляхтичей Кременчугского уезда и был потомком известного в Малороссии казачьего рода Чаек. Семейное предание утверждало, что он участвовал в Полтавской битве и умер в чине сотника «от ран», хотя фактически он дожил до старости и умер в екатерининское время. Дед композитора, Пётр Фёдорович Чайка (1745—1818), был вторым сыном Фёдора Чайки и его жены, которую предположительно звали Анной (1717—?). Во время учёбы в Киево-Могилянской академии Пётр Фёдорович «облагородил» свою фамилию, став называться Чайковским. Он был лекарем и участником русско-турецкой войны 1768—1774 годов, позже служил в Перми и на статской службе городового лекаря в Кунгуре, затем в Вятке, получил в 1785 году дворянство, был лекарем и позже городничим в уездном городе Слободской Вятской губернии (где родился его сын Илья, отец композитора) и более двадцати лет до своей смерти в 1818 году служил городничим уездного города Глазова Вятской губернии. Был женат на Анастасии Степановне Посоховой, от которой у него было 20 детей. Её отец, прадед композитора, подпоручик Степан Посохов прибыл из Екатеринбурга в Кунгур Пермской губернии для обороны города во время восстания Пугачёва, где и погиб.
Прадед композитора по материнской линии, Мишель-Виктор Асье (1736—1799) — французский скульптор, «модельмейстер» Мейсенской Королевской фарфоровой фабрики, который был женат на Марии Кристине Элеоноре Виттиг, дочери австрийского офицера Георга Виттига. Их пятый ребёнок из шести, Михаэль Генрих Максимилиан Асье (1778—1830), приехал в Россию в качестве учителя французского и немецкого языков в Артиллерийском и Инженерном шляхетском кадетском корпусе в 1795 году, а в 1800 году — принял русское подданство, после чего появился русскоязычный вариант его имени — Андрей Михайлович Ассиер. Впоследствии он служил таможенным чиновником в Министерстве финансов, дослужился до чина действительного статского советника и имел семь детей от двух браков.
Илья Петрович Чайковский (1795—1880), отец композитора, был младшим из двадцати детей Петра Фёдоровича. Получив образование в Горном кадетском корпусе в Санкт-Петербурге, он стал инженером и был зачислен на службу в Департамент горных и соляных дел. Овдовев после недолгого брака с Марией Карловной Кайзер, от которой у него осталась дочь Зинаида, в 1833 году он женился на 20-летней Александре Андреевне, урождённой Ассиер (1812—1854), дочери Андрея Ассиера (от первого брака) и Екатерины Михайловны, урождённой Поповой. Незадолго до смерти отца Александра Андреевна окончила Училище женских сирот, где обучалась риторике, арифметике, географии, литературе и иностранным языкам. Пётр Плетнёв, которому Пушкин посвятил «Онегина», был её учителем литературы в старших классах.
В 1837 году Илья Петрович, определив дочь Зинаиду в Екатерининский институт в Санкт-Петербурге, переехал с молодой женой на Урал, куда получил назначение на пост начальника большого, по тем временам, Камско-Воткинского железоделательного завода. Там Илья Петрович стал обладателем большого дома с прислугой и собственного войска в виде сотни казаков. Гостями дома были местное дворянство, столичная молодёжь, приезжавшая на практику, и инженеры из Англии.

## Биография

### Детство и юность (1840—1865)
Пётр Ильич Чайковский родился 25 апреля (7 мая) 1840 в посёлке Воткинского завода Сарапульского уезда Вятской губернии (ныне город Воткинск, Удмуртия) при Камско-Воткинском заводе. 5 (17) мая того же года был крещён в Воткинском Благовещенском соборе; воспреемниками были протоиерей Василий Блинов и Надежда Тимофеевна Вальцева. Он был вторым ребёнком в семье: в 1838 году родился его старший брат Николай, в 1842 году — сестра Александра (в замужестве Давыдова), а в 1843 — Ипполит. Вместе с Чайковскими жили также другие родственники Ильи Петровича: его тётя — Надежда Тимофеевна и племянницы — Лидия Чайковская (сирота) и Настасья Васильевна Попова. Дети жили в мезонине дома.
В 1844 году для обучения детей из Петербурга в Воткинск приехала гувернантка Фанни́ Дюрба́х, француженка родом из Монбельяра, которая всеми была тепло встречена: «Навстречу выбежала масса людей, начались объятия и поцелуи, среди которых трудно было различить родных от прислуги, так ласковы и теплы были проявления всеобщей радости. Мой отец подошёл к молодой девушке и расцеловал её как родную. Эта простота, патриархальность отношений сразу ободрили и согрели молодую иностранку и поставили в положение почти члена семьи».
Родители Петра Ильича любили музыку: его отец в юности играл на флейте, а мать когда-то играла на арфе и фортепиано, а также пела романсы. Фанни Дюрбах не имела никакого музыкального образования, но музыку тоже любила. Как и во всяком порядочном доме, в доме Чайковских был рояль, а также вывезенный из столицы механический орган — оркестрина. Однако именно оркестрина, в исполнении которой маленький Пётр впервые услышал арию Церлины из оперы «Дон Жуан» Моцарта, произвела на него самое сильное впечатление. На валиках этого органа были также отрывки из опер Россини, Беллини и Доницетти.

К роялю, вероятно, Петра впервые подвела его мать, затем в 1845—1848 годах с ним занималась Марья Марковна Пальчикова, которая была из крепостных и выучилась грамоте и музыке на медные деньги. Пока семья жила в Воткинске, им часто доводилось слышать по вечерам мелодичные народные песни рабочих завода и крестьян. Из письма гувернантки Фанни Дюрбах Петру Ильичу: 
Я особенно любила тихие мягкие вечера в конце лета… с балкона мы слушали нежные и грустные песни, только они одни нарушали тишину этих чудных ночей. Вы должны помнить их, никто из вас тогда не ложился спать. Если Вы запомнили эти мелодии, положите их на музыку. Вы очаруете тех, кто не сможет слышать их в вашей стране.
В детские годы Петр Чайковский сочинял неумелые стихи, в основном на французском языке, и очень интересовался биографией Людовика XVII; в 1868 году он, будучи уже взрослым, приобрёл в Париже гравюру, изображавшую Людовика в Тампле, и оправил её в рамку. Эта гравюра и портрет Антона Рубинштейна долгое время были единственными украшениями его жилья.
В феврале 1848 года Илья Петрович вышел в отставку с пожалованием ему пенсии и чина генерал-майора. В сентябре того же года он с семьёй переехал временно в Москву для решения вопроса о частной службе. Чтобы не расстраивать детей, Фанни Дюрбах, сознавая, что стала уже ненужной, втайне от детей рано утром покинула дом, избежав трогательного расставания, и перешла на службу к помещикам Нератовым. Вместе со своими вещами она увезла «музей Пьера»: клочки бумаги, его старые тетрадки и залитые чернилами черновики — она решила сохранить эти вещи, так как верила, что непременно когда-нибудь встретится с ним. В ноябре семья переехала из Москвы в Петербург, где Петра и Николая отдали в пансион Шмеллинга. Там были также серьёзные уроки музыки с учителем Филлиповым, первые пианистические трудности, они также впервые побывали в театре, где на Петра большое впечатление произвели опера, балет и симфонический оркестр. В Петербурге Пётр переболел корью, которая оставила осложнения, связанные с работой центральной нервной системы, выражавшиеся также в припадках, хотя, возможно, они были унаследованы от дедушки Ассиера.
Определив Николая на учёбу в Институт Корпуса горных инженеров, семья в начале 1849 года переехала в Алапаевск, где Илья Петрович получил должность управляющего завода наследников Яковлева. Для подготовки Петра к поступлению в конце 1849 года была нанята новая гувернантка Анастасия Петрова, только что окончившая Николаевский институт в Петербурге. 1 (13) мая 1850 года в Алапаевске родились братья-близнецы — Анатолий и Модест.

#### Училище правоведения
Родители планировали определить Петра Чайковского на учёбу в Горный корпус, как и Николая, однако они передумали. В начале августа 1850 года с матерью и сёстрами Зинаидой и Александрой он прибыл в Санкт-Петербург для поступления в приготовительный класс Императорского училища правоведения — закрытое мужское учебное заведение, находившееся на углу набережной реки Фонтанки и улицы, ныне носящей имя композитора.
22 августа 1850 года они с матерью посетили театр, где давали оперу «Жизнь за царя» Глинки, и он впервые услышал русскую оперу в исполнении большого оркестра, хора и солистов, а в середине октября — побывал на балете «Жизель» Адольфа Адана, главную партию в котором исполняла итальянская балерина Карлотта Гризи. В октябре Александра Андреевна вернулась в Алапаевск — «противную Алапаиху», как Пётр называет город в одном из писем к родителям. Разлука с матерью была сильной душевной травмой. Его петербургским попечителем стал друг семьи — Модест Вакар, который забирал его с братом Николаем к себе на воскресенье. В одно такое воскресенье Чайковский случайно занес в их дом скарлатину, которая объявилась в одном из приготовительных классов Училища правоведения, заболел пятилетний сын Модеста Вакара Николай и скоропостижно скончался. Увидев труп мальчика и впервые столкнувшись с этим непоправимым горем, десятилетний Пётр Чайковский во всём винил себя, хотя его никто не упрекал и даже скрывали от него диагноз.
К весне 1851 года попечение Модеста Вакара сменилось попечением Ивана Ивановича Вейца и Платона Вакара. В апреле того же года Пётр Чайковский впервые увидел императора Николая I, «так близко как папашин диван стоит от его конторки в кабинете», на детском балу в Дворянском собрании. В сентиментально-страстных письмах к родителям он умолял родителей навестить его, но за весь 1851 год приехал только отец, недели на три в сентябре.
В мае 1852 года Илья Петрович оставил службу и с остальным семейством переехал в Петербург, а Пётр успешно сдал вступительные экзамены в «настоящий» класс Училища правоведения. Его классными воспитателями были «очень ограниченный, но очень хороший, то есть добрый человек» И. С. Алопеус и Эдуард Гальяр де Баккара, а любимым учителем — И. И. Берар, преподававший литературу и французский язык. В училище он также учился у Франца Беккера по фортепиано и пел в хоре под руководством Гавриила Ломакина. Уроки с Беккером не приносили никакой пользы, но Чайковский неплохо импровизировал на задаваемые темы на фисгармонии и фортепиано. Следя за музыкальной жизнью Петербурга, он услышал обе оперы Глинки, его музыку к трагедии Н. Кукольника «Князь Даниил Дмитриевич Холмский», оперы Мейербера и оперу «Волшебный стрелок» Вебера, познакомился с музыкой Даргомыжского, Шуберта и Шумана.
В мае 1853 года юный поэт Алексей Апухтин (Лёля) оказался в одном классе с Петром Чайковским, они подружились на всю жизнь. Будучи самым близким другом, Апухтин оказал заметное влияние на Чайковского: на его веру, ценности, убеждения и литературные пристрастия. В эти годы Чайковский начинает активно читать, в основном те книги, которые были дома, у его отца.
Мать Чайковского Александра Андреевна в 1854 году заболела холерой. Доктора лечили её и не теряли надежды, но она скончалась 13 (25) июня 1854 года. Шесть детей, из которых старшему было 16 лет, шли за гробом. Илья Петрович также заболел холерой в день похорон жены, был при смерти, но выжил. Вернув Николая и Петра в классы, а Александру и Ипполита определив в закрытые учебные заведения, Илья Петрович с четырёхлетними близнецами переехал на время к своему брату Петру Петровичу.
В 1855—1858 годах немецкий пианист Рудольф Кюндингер, которого нанял для сына Илья Петрович, преподавал Петру игру на фортепиано. На занятиях Чайковский также знакомился с западной инструментальной музыкой, исполняя её с преподавателем в четыре руки. В «Автобиографии» Чайковский позже напишет: «Каждое воскресенье я проводил с ним час и делал быстрый прогресс в игре на фортепиано. Он был первым, кто стал брать меня с собой на концерты». Уроки с Кюндингером были прекращены весной 1858 года, когда Илья Петрович в сомнительной афере потерял всё своё состояние и вынужден был искать работу. Вернувшаяся в семью после окончания института Александра стала главой семьи. В память прежних инженерных заслуг Илья Петрович получил место директора Технологического института и переехал с детьми в большую казённую квартиру.
13 (25) мая 1859 года Чайковский окончил училище, а 29 мая (10 июня) — получил аттестат и был удостоен чина девятого класса (титулярный советник). Аттестат содержит следующие оценки по предметам, которые он освоил в училище: отличные — церковное, гражданское, уголовное и финансовое право, гражданское и уголовное судопроизводство, местные законы, римское право, энциклопедия законоведения, история русского права, судебная медицина, русская и французская словесность; очень хорошие — закон божий, государственное право, межевые законы и судопроизводство, логика, психология, латинская и немецкая словесность, всеобщая и отечественная история, всеобщая и отечественная география, всеобщая и отечественная статистика; хорошие — математика, естественная история и физика.
Биографы отмечают, что несмотря на распространённость телесных наказаний в учебных заведениях того времени, Чайковский избежал как этого вида наказаний, так и издевательств со стороны других учащихся. Одноклассник Чайковского Фёдор Маслов утверждал, что он «был любимцем не только товарищей, но и начальства. Более широко распространённой симпатией никто не пользовался».
По случаю 50-летия Училища правоведения, «несмотря на крайнее отвращение», Чайковский сочинил на собственный текст «Правоведческую песнь» для хора, а также «Правоведческий марш». Он отказался участвовать в торжествах по случаю юбилея, поэтому оба произведения были исполнены 5 декабря 1885 года в отсутствие автора.

#### Служба в Министерстве юстиции
Сразу после окончания Училища правоведения Пётр Чайковский поступил на службу в I отделение департамента Министерства юстиции, где преимущественно вёл дела крестьян. В свободное от службы время он давал волю всевозможным выдумкам, развлечениям и вечеринкам в компании сестры Александры, брата Николая, кузины Аннет, Апухтина и других, а также посещал оперный театр, где под влиянием дружбы с Луиджи Пиччиоли, с которым он практиковался в итальянском языке, отдавал предпочтение итальянской опере.
В 1861 году впервые осуществилось его желание съездить за границу: с 18 июня по 21 сентября 1861 года он сопровождал знакомого своего отца инженера В. В. Писарева в деловой поездке по Европе в качестве переводчика и за три месяца посетил Берлин, Гамбург, Брюссель, Антверпен, Остенде, Лондон и Париж. До отъезда Чайковский 9 июня написал сестре: «…я еду за границу, ты можешь себе представить мой восторг, а особенно, когда примешь в соображение, что, как оказывается, путешествие моё почти ничего не будет стоить, я буду что-то вроде секретаря, переводчика». Впоследствии интерес к европейской культуре, знание нескольких иностранных языков, в том числе свободное владение французским и итальянским, необходимость отдохнуть и поработать в комфортных условиях, а позднее и успешная гастрольная деятельность обусловили заметное место зарубежных поездок в жизни композитора, многие из которых стали важными вехами его творчества.

#### Петербургская консерватория
Идея совместить государственную службу с музыкальными занятиями принадлежала отцу композитора Илье Петровичу. Он втайне проконсультировался у Кюндингера, который ранее занимался музыкой с его сыном, и спросил, есть ли у его сына настоящий музыкальный талант. На что получил ответ: музыкального таланта нет, для музыкальной карьеры он не годится, да и поздно начинать — ему скоро 21 год. Несмотря на такой неутешительный отзыв, он предложил своему сыну продолжить обучение музыке, что тот воспринял сначала несерьёзно. Позднее Кюндингер с сожалением писал: «Если бы я мог предвидеть, кто выйдет из тогдашнего правоведа, то вёл бы дневник наших уроков с ним».
В сентябре 1861 года поступил в Музыкальные классы Русского музыкального общества (РМО), которые в 1862 году были преобразованы в Санкт-Петербургскую консерваторию, где Пётр Чайковский стал одним из первых студентов по классу композиции. Его учителями в консерватории были Николай Заремба (контрапункт, музыкальная форма) и Антон Рубинштейн (сочинение и инструментовка). Одновременно также обучался игре на флейте у Чезаре Чиарди и на органе у Генриха Штиля. Наиболее заметными из соучеников Чайковского были Густав Кросс, Карл Фан-Арк и Рихард Метцдорф. До 1863 года Чайковский сочетал музыкальные занятия с работой чиновника, затем по настоянию Антона Рубинштейна он бросил службу, получив свободу, бедность, которая за ней последовала, а также уверенность в своём бесспорном призвании, и целиком отдался музыке. Позже Чайковский вспоминал о том, как его отец отреагировал на уход из министерства:
Не могу без умиления вспоминать о том, как мой отец отнесся к моему бегству из Министерства Юстиции в Консерваторию. Хотя ему было больно, что я не исполнил тех надежд, которые он возлагал на мою служебную карьеру, хотя он не мог не огорчиться, видя, что я добровольно бедствую, ради того, чтоб сделаться музыкантом, но никогда, ни единым словом не дал мне почувствовать, что недоволен мной. Он только с теплым участием осведомлялся о моих намерениях и планах и ободрял всячески. Каково бы мне было, если б судьба мне дала в отцы тиранического самодура, какими она наделила многих музыкантов.
В 1863 году Чайковский присутствовал на премьере оперы «Юдифь» Александра Серова. В консерватории его связывает тесная дружба с Германом Ларошем — будущим выдающимся музыкальным критиком, который раньше других по достоинству сумел оценить дарование композитора и с которым они долгими часами играли в четыре руки. Лето 1865 года он провёл у сестры, Александры Ильиничны, в Каменке, затем вернулся в Петербург, простился с отцом и братьями, которые уезжали на зиму на Урал к его сводной сестре Зинаиде, и переехал в пустую квартиру Апухтина, уехавшего в Москву. В одиночестве, бедности и долгах его часто посещали мысли о возвращении на службу в департамент.
Среди его консерваторских сочинений — увертюра «Гроза» по одноимённой пьесе Александра Островского и «Характерные танцы» («Танцы сенных девушек») для симфонического оркестра, вошедшие позднее в оперу «Воевода». «Характерные танцы» впервые были исполнены 30 августа 1865 года под управлением Иоганна Штрауса в концертном зале Павловска — это было первое публичное исполнение музыки Чайковского. Затем он сам продирижировал в Михайловском дворце своей новой Увертюрой F-dur, исполненной консерваторским оркестром.
Дипломной работой Чайковского была кантата «К радости» на русскоязычный перевод одноимённой оды Фридриха Шиллера, исполненная 29 декабря 1865 года (10 января 1866). Композитор на премьере кантаты не присутствовал, она не произвела на петербургских музыкантов никакого впечатления — Антон Рубинштейн поморщился, читая её, Серов сказал, что он «ожидал большего», молодой критик Цезарь Кюи объявил, что «Чайковский совсем слаб», что «дарование его нигде не прорвало консерваторские оковы», — один Ларош был от кантаты в восторге, увидев в этом произведении большие творческие возможности Чайковского. 31 декабря (12 января) того же года он окончил курс Петербургской консерватории с большой серебряной медалью (высшей наградой в те годы). Диплом об окончании консерватории с присвоением звания «свободного художника» был выдан Чайковскому только 30 марта (11 апреля) 1870 года, после утверждения положения о консерватории:

Совѣт Консерваторіи симъ свидѣтельствует, что сынъ Инженеръ-Генералъ-Маіора, Надворный Совѣтникъ Петръ Ильичъ Чайковскій, Православнаго вѣроисповѣданія, 29-ти лѣтъ, окончилъ въ Консерваторіи въ Декабрѣ месяцѣ 1865 года полный курсъ музыкальнаго образованія и на испытаніях оказалъ слѣдующіе успѣхи: въ главныхъ предметахъ: теоріи композиціи (по классу Профессора Зарембы) и инструментовкѣ (по классу Профессора А. Рубинштейна) — отличные, игрѣ на органѣ (по классу Профессора Штиля) — хорошіе; во второстепенныхъ (обязательныхъ) предметахъ: игрѣ на фортепіано — весьма хорошіе и дирижированіи — удовлетворительные. Вслѣдствіе того, и на основаніи § 19 Высочайше утвержденнаго Устава Консерваторіи, Петръ Чайковскій Совѣтомъ Консерваторіи удостоенъ званія СВОБОДНАГО ХУДОЖНИКА и утвержденъ въ ономъ Президентомъ Русскаго Музыкальнаго Общества 31 Декабря 1865 года, со всѣми присвоенными сему званію правами и преимуществами : во вниманіе же къ отличнымъ способностямъ Петръ Чайковскій награжденъ серебряною медалью. Въ удостовѣреніе чего и выданъ ему, Чайковскому, сей дипломъ с приложеніем печати Консерваторіи. Марта 30 дня 1870 года.

### В Москве (1866—1878)
По совету Антона Рубинштейна его брат Николай Рубинштейн, приехавший в Санкт-Петербург за новыми кадрами, предложил Чайковскому место профессора классов свободного сочинения, гармонии, теории музыки и инструментовки в Музыкальных классах Московского отделения Русского музыкального общества. После окончания консерватории, 5 (17) января 1866 года Чайковский уехал из Санкт-Петербурга в Москву, где с 13 (25) января начал свою педагогическую деятельность.
Формально Чайковский ещё числился на государственной службе: в мае 1866 года он получил чин надворного советника, а в 1867 году официально ушёл в отставку. Учитывая сложное материальное положение молодого композитора, Н. Г. Рубинштейн предложил ему поселиться в своей квартире на Моховой улице. Музыкальные классы были реорганизованы в Московскую консерваторию, торжественное открытие которой состоялось 1 (13) сентября 1866 года.
В 1868 году Чайковский впервые выступил в печати как музыкальный критик и познакомился с группой петербургских композиторов ― членов «Могучей кучки». Несмотря на разность творческих взглядов, между ним и «кучкистами» сложились хорошие отношения. У Чайковского проявился интерес к программной музыке. По совету главы «Могучей кучки» Милия Балакирева он написал увертюру-фантазию «Ромео и Джульетта» по одноимённой трагедии Шекспира (1869), а критик В. В. Стасов подсказал ему замысел симфонической фантазии «Буря» (1873). В конце мая, после окончания учебного года в консерватории, профессор Чайковский по приглашению и на средства своего ученика Владимира Шиловского поехал с ним на неделю в Берлин, а потом на пять недель в Париж. В том же году Чайковский познакомился с Дезире Арто.
В мае 1870 года Чайковский и Шиловский провели несколько дней в Париже, а затем переехали в Германию на музыкальный фестиваль в Мангейме, посвящённый 100-летию Бетховена. Конец лета они провели в Интерлакене в Швейцарии, где композитор работал над второй редакцией увертюры «Ромео и Джульета». В декабре 1871 года Шиловский снова позвал Петра Ильича за границу. Они посетили Ниццу, Геную, Венецию и через Вену вернулись в Россию. В Ницце Чайковский написал две пьесы для фортепиано — «Ноктюрн» и «Юмореска», посвятив их Шиловскому.
С 1872 по 1876 год также работал музыкальным критиком в газете «Русские ведомости», имевшей репутацию лево-либерального органа печати. 14 апреля 1874 года композитор поехал в Италию по заданию «Русских ведомостей», чтобы написать затем рецензию на постановку оперы «Жизнь за царя» Глинки в Милане. Так как премьера была перенесена на середину мая, Чайковский не стал дожидаться её, а посвятил две недели прогулкам по Венеции, Риму, Неаполю и Флоренции и в начале мая вернулся в Москву. В июле 1873 года Чайковский вместе со своим издателем Петром Юргенсоном побывали в Швейцарии, посетив Цюрих, Люцерну, Берн и Женеву, затем из Швейцарии они проехали через Италию в Париж, а в начале августа Чайковский вернулся в Россию.
В конце декабря 1875 года Чайковский поехал в Европу с братом Модестом, которого родители его будущего воспитанника Коли Конради отправили на год в Лион для изучения методики обучения глухонемых. Братья провели около двух недель в Берлине, Женеве и Париже и затем расстались. В Париже композитор прослушал оперу «Кармен» Бизе, которая поразила его своей простотой и искренностью, он «выучил её чуть не наизусть всю от начала до конца».
Летом 1876 года Чайковский после лечения на водах в Виши вместе с семьёй Модеста Ильича отдыхал во Франции в местечке Палавас на берегу Средиземного моря. Оттуда 31 июля (12 августа) 1876 года композитор уехал в Байройт на премьеру «Кольца нибелунга» Вагнера, встретился как с Вагнером, так и с Листом. Через «прелестный» Нюрнберг, остановившись в котором, он писал отчёт о Вагнеровских торжествах в Байройте для «Русских ведомостей», и Вену он 11 (23) августа 1876 года вернулся в Россию. Дальнейшие поездки композитора, вплоть до признания его музыки за рубежом и начала гастрольной деятельности там, стали возможными благодаря материальной поддержке Н. Ф. фон Мекк.
1870-е годы в творчестве Чайковского ― период творческих исканий; его привлекают историческое прошлое России, русский народный быт, тема человеческой судьбы. В это время он пишет такие сочинения, как оперы «Опричник» и «Кузнец Вакула», музыка к драме Островского «Снегурочка», балет «Лебединое озеро», Вторая и Третья симфонии, фантазия «Франческа да Римини», Первый фортепианный концерт, Вариации на тему рококо для виолончели с оркестром, три струнных квартета и другие. К этому же периоду относится написанная по заказу организационного комитета Политехнической выставки кантата «В память 200-летия рождения Петра Великого» на слова Я. П. Полонского; она была впервые исполнена 31 мая 1872 года на Троицком мосту в Кремле под специально построенным навесом (дирижёр К. Ю. Давыдов, солист А. М. Додонов).

#### Педагогическая деятельность
П. И. Чайковский — первый профессор по классу композиции в Московской консерватории. Его коллега, профессор Н. Д. Кашкин писал в своих воспоминаниях, что «безукоризненная добросовестность, ум и знание дела поневоле заставляли его быть хорошим преподавателем, в особенности для учеников более талантливых, с которыми он мог объясняться прямо примерами из богатого запаса своей музыкальной памяти… Талантливых учеников он всеми средствами старался поощрить к усердной, настойчивой работе». Ежегодно Чайковский преподавал музыкально-теоретические дисциплины 60—90 студентам. Недельная нагрузка составляла 20—27 часов. Вовлечённый в темп консерваторской жизни, он не раз упоминает в письмах, что собственной музыкой в этот период занимается только в свободное время.
До начала 1870 годов Чайковский активно участвовал в организации консерваторского учебного процесса, в разработке учебных программ и инструкций. Был включён в Совет профессоров. Отсутствие отечественной учебно-методической литературы подтолкнуло П. И. Чайковского к работе над переводами (с французского и немецкого) трудов зарубежных музыковедов и теоретиков, а также к написанию собственных учебников. Напряжённая и плодотворная деятельность профессора П. И. Чайковского высоко оценивалась современниками, но в денежном отношении её оценка выглядела достаточно скромно. К концу работы в консерватории его годовое жалованье выросло с 1200 рублей до 2700 рублей серебром.
В 1870-е годы Чайковский, автор уже многих известных произведений, понял, что изнуряющая педагогическая работа в консерваторских классах мешает его творческой деятельности. Ежегодная субсидия в размере 6000 рублей, назначенная Н. Ф. фон Мекк, позволила композитору сосредоточиться на творческой работе. 6 октября 1878 года Чайковский провёл последние занятия в консерватории. Место профессора в классе занял его любимый и талантливый ученик С. И. Танеев.
Чайковский и после ухода с преподавательской работы оставался небезразличен к Московской консерватории и российскому музыкальному образованию в целом. Когда в 1883 году из-за внутренних конфликтов пост её директора оставил Н. А. Губерт, Чайковский добивался возвращения его в консерваторию, характеризуя как «умного, честного и полезного деятеля». В 1885 году Чайковский, уже в качестве члена Дирекции Московского отделения РМО, на выборах нового директора голосовал за С. И. Танеева. В том же году Чайковский рекомендовал на место профессора фортепианного класса в Московской консерватории В. И. Сафонова, который при его поддержке в 1889 году сменил Танеева на посту директора. 19 мая 1889 года Пётр Ильич писал Н. Ф. фон Мекк: «Можно предположить, что Сафонов будет дельнейший и хороший директор. Как человек он бесконечно менее симпатичен, чем Танеев, но зато по положению в обществе, светскости, практичности более отвечает требованиям консерваторского директорства».
Чайковский до конца дней не перестал вести себя как педагог — именно такой характер носил его эпистолярный диалог со многочисленными учениками, среди которых были как профессиональные музыканты, так и просто любители музыки. Среди его известных учеников (помимо Танеева) — скрипачи А. Ф. Арендс, С. К. Барцевич, И. И. Котек, В. А. Пахульский, виолончелист А. А. Брандуков, пианист А. И. Зилоти, хоровой дирижёр В. С. Орлов, композитор Н. С. Кленовский, певец Луи Аренс. У Чайковского также брал уроки гармонии Н. С. Зверев.

#### «Кризис 1877 года»
В июле 1877 года, увлёкшись сочинением оперы «Евгений Онегин», Пётр Ильич Чайковский импульсивно женился на бывшей студентке консерватории Антонине Ивановне Милюковой. В состоянии крайнего нервного возбуждения, вызванного «кризисом 1877 года» в связи со скоропалительной женитьбой и разрывом с Антониной Милюковой, Чайковский в сопровождении брата Анатолия 1 октября 1877 года уехал в Швейцарию и поселился в окрестностях Женевы, в Кларане. Моральную и материальную поддержку ему в этот период оказала Надежда фон Мекк, с которой Чайковский в 1876―1890 годы вёл обширную переписку, но никогда не встречался лично. Имению фон Мекков Браилово Чайковский посвятил цикл из трёх пьес для скрипки и фортепиано «Воспоминание о дорогом месте», созданный в усадебном доме этого поместья в 1878 году и опубликованный в 1879 году.
20 октября 1877 года он писал фон Мекк: «Я здесь останусь до тех пор, пока получу, благодаря Вам, возможность уехать в Италию, куда меня тянет неудержимо». С начала ноября братья Чайковские путешествовали из Кларана через Париж во Флоренцию, затем в Рим, Венецию. Посетили Вену, Сан-Ремо, Геную. Постепенно Чайковский начал приходить в себя. 9 декабря 1877 года из Венеции он написал фон Мекк, что поглощён работой над Четвёртой симфонией. На рукописи симфонии рукой Чайковского было написано «Посвящается моему лучшему другу», чтобы сохранить имя фон Мекк в тайне. В январе в Сан-Ремо Чайковский занялся завершающей частью оперы «Евгений Онегин». В Россию композитор вернулся в апреле 1878 года, после чего оставил пост в Московской консерватории и снова уехал за границу. С середины ноября 1878 года Чайковский месяц жил во Флоренции, недалеко от виллы банкира Оппенгейма, в которой в то время жила Н. Ф. фон Мекк. Потом на две недели переехал в Париж, а 30 декабря — в Кларан, где до марта работал над «Орлеанской девой».

### Годы мировой славы (1879—1893)
Достигнув к концу 1870-х годов больших творческих высот, будучи автором таких сочинений, как Фантазия «Франческа да Римини», Четвёртая симфония, опера «Евгений Онегин», балет «Лебединое озеро», Первый фортепианный концерт, Чайковский на рубеже нового десятилетия вступает в наивысший этап художественной зрелости.
В 1880 году за увертюру «1812 год» Чайковский получил орден Святого Владимира IV степени. В мае 1881 года обратился с просьбой о выдаче ему из казённых сумм трёх тысяч рублей серебром заимообразно: «то есть, чтобы долг мой казне постепенно погашался причитающейся мне из дирекции Императорских театров поспектакльной платой». Просьба была адресована императору Александру III, но само письмо было направлено обер-прокурору Святейшего Синода К. П. Победоносцеву — ввиду того, что последний был «единственный из приближённых к Государю сановников, которому я имею честь быть лично известным». Чайковский пояснял причину своего обращения следующим образом: «Сумма эта освободила бы меня от долгов (сделанных по необходимости как моей собственной, так и некоторых моих близких) и возвратила бы мне тот душевный мир, которого жаждет душа моя». По докладу обер-прокурора, император переслал Победоносцеву для Чайковского три тысячи рублей как безвозвратное пособие. Чайковский благодарил императора и Победоносцева; последнему, в частности, писал: «<…> Я глубоко тронут той формой, в которой выразилось внимание Государя к моей просьбе. <…> словами так трудно выразить то чувство умиления и любви, которое возбуждает во мне Государь».
В середине 1880-х Чайковский возвращается к активной музыкально-общественной деятельности. В 1885 году он был включён в состав совета директоров Московского отделения ИРМО. С конца 1880-х годов выступал как дирижёр в России и за рубежом. Концертные поездки укрепили творческие и дружеские связи Чайковского с западноевропейскими музыкантами, среди которых ― Ганс фон Бюлов, Эдвард Григ, Антонин Дворжак, Густав Малер, Артур Никиш, Камиль Сен-Санс и др.
Весной 1891 года П. И. Чайковский совершает поездку в США. В качестве дирижёра своих произведений с сенсационным успехом он выступил в Нью-Йорке, Балтиморе и Филадельфии (подробное описание этого путешествия сохранилось в дневниках композитора). В Нью-Йорке он дирижировал Нью-йоркским симфоническим оркестром на открытии Карнеги-холла.
В последний раз в жизни Чайковский встал за дирижёрский пульт в Петербурге за девять дней до своей кончины ― 16 октября (28 октября по новому стилю) 1893 года. Во втором отделении этого концерта впервые прозвучала его Шестая симфония.

#### Поездки за границу
В ноябре 1879 года Чайковский решил провести зиму в Италии с Модестом и его воспитанником. До конца февраля 1880 года он жил в Риме, где яркие впечатления от прогулок и шедевров, увиденных в многочисленных художественных музеях и галереях, воплотились в одну из самых известных его пьес. В январе 1880 года он начал писать «Capriccio italien» («Итальянское каприччио») для симфонического оркестра на темы итальянских плясок и песен.
В середине февраля 1881 года Чайковский посетил Вену, Флоренцию, Рим, Неаполь и Ниццу. Узнав о критическом состоянии лечившегося в Париже Н. Г. Рубинштейна, композитор решил немедленно навестить его, но не застал друга, умершего 11 марта. Чайковский возвратился в Россию 25 марта.
В ноябре 1881 года он опять уехал в Италию и провёл в Венеции, Флоренции и Риме около четырёх месяцев. Из Рима Чайковский написал Н. Ф. фон Мекк, что начал работу над новой оперой «Мазепа». Однако вскоре он прервал работу и принялся за сочинение трио для фортепиано, скрипки и виолончели «Памяти великого художника», посвящённого Николаю Рубинштейну.
В конце декабря 1882 года по пути в Париж Чайковский заехал в Берлин прослушать оперу Вагнера «Тристан и Изольда». Утомлённый суетой, композитор писал Модесту: «Мне приятно быть в городе, где я не совсем известен. Какое наслаждение гулять, не боясь встретить знакомых!» В Париже он продолжил работу над инструментовкой оперы «Мазепа» и вернулся в Россию в середине мая 1883 года.
В 1882 году забеременела любимая племянница композитора Татьяна Давыдова, страдавшая зависимостью от морфина. Прикрытие предстоящих родов обеспечили Пётр Ильич (его поставили перед фактом беременности в январе 1883 года) и Модест Чайковские, а также её тетя В. В. Бутакова. Девушка переехала в Париж, где уже находился композитор, для лечения от наркомании у знаменитого в то время психиатра и невролога Жана Мартена Шарко. Мальчик, названный Георгием, появился на свет в Париже 26 апреля 1883 года. Он очень понравился композитору, который даже некоторое время строил планы его усыновления.
В начале февраля 1884 года композитор приехал в Париж, но уже в конце февраля написал Н. Ф. фон Мекк: «Я начинаю мечтать о каком-нибудь прочном и постоянном устройстве своего собственного уголка. Кочующая жизнь начинает сильно тяготить меня… так или иначе, нужно, наконец, жить у себя». Ускорило отъезд из Парижа приглашение вернуться в столицу для представления императору, по случаю пожалованного 23 февраля 1884 года ордена Святого Владимира 4-й степени.
В ноябре 1884 года Чайковский ездил в Швейцарию. Из Давоса, окружённого альпийскими вершинами, — места действия поэмы Байрона «Манфред» — он написал М. А. Балакиреву: «Прочёл „Манфреда“ и думал о нём очень много, но ещё не начинал проектирования тем и формы. Да и не буду торопиться, но даю Вам положительное обещание, что если останусь жив, то не позже лета симфония будет написана».
В конце апреля 1886 года Чайковский отправился пароходом из Батума во Францию. В Париже он встречался с певицей Полиной Виардо, показавшей композитору хранившуюся у неё подлинную, написанную рукой Моцарта партитуру «оперы Дон Жуан».
Летом 1887 года лечившийся на Кавказе Чайковский отправился через Одессу в Дрезден и в Аахен, чтобы навестить умиравшего там близкого друга, Н. Д. Кондратьева. В Аахене композитор продолжал работать и закончил до отъезда сюиту «Моцартиана».
14 декабря 1887 года Чайковский дирижировал в Петербурге премьерой «Моцартианы», а на следующий день отправился в свою первую заграничную гастрольную поездку. 28 декабря 1887 года он написал Н. Ф. фон Мекк: «В дороге и в Берлине, где я оставался два дня, мной овладела такая безумная тоска по отчизне, такой страх и отчаяние, что я колебался, не вернуться ли мне». В течение зимних трёх месяцев он побывал в Лейпциге, Гамбурге, Берлине, Праге, Париже, Лондоне, дирижируя концертами из своих произведений. Гастроли упрочили его славу в Европе. В Лейпциге, где он дал два концерта: 24 декабря 1887 года была исполнена Первая сюита, а на следующий день — трио «Памяти великого художника» и Первый квартет, Чайковский познакомился Эдвардом Григом и Иоганнесом Брамсом. В Праге, где он с триумфом тоже выступил дважды: в концертном зале Рудольфинум были исполнены увертюра «Руслан и Людмила», Первый концерт для фортепиано с оркестром, Концерт для скрипки с оркестром, а в Оперном театре — струнная серенада, темы и вариации из Третьей сюиты, увертюра «1812 год» и второй акт из «Лебединого озера», Чайковский подружился с Антонином Дворжаком. В Париже композитор дважды дирижировал оркестром Колонна в Шатле, преодолев существовавшее против него ранее предубеждение французской публики. Чайковский познакомился с композиторами И. Падеревским, Ш. Гуно, Л. Делибом, Ж. Массне. 10 марта 1888 года в Лондоне под его управлением прозвучали «Серенада для струнного оркестра» и финал Третьей сюиты.
В ноябре-декабре 1888 года Чайковский в Праге дирижировал премьерой «Евгения Онегина» в Национальном театре (первая постановка оперы за рубежом) и концертом, в котором прозвучали Пятая симфония и Второй концерт для фортепиано с оркестром.
В январе-апреле 1889 года состоялась вторая концертная поездка за границу. Он выступил в Кёльне, Франкфурте, Дрездене, Берлине, Женеве, Гамбурге, Лондоне.
С середины января 1890 года Чайковский три месяца провёл в Италии — во Флоренции и Риме. Во Флоренции он полтора месяца работал над «Пиковой дамой». 3 марта он записал в дневнике: «После чая кончил интродукцию. Перед обедом всё кончил».
24 марта 1891 года Чайковский перед началом гастролей в США с успехом выступил в Париже с оркестром Колонна, исполнившим Третью сюиту, симфоническую фантазию «Буря», «Меланхолическую серенаду для скрипки с оркестром», «Славянский марш» и Второй концерт для фортепиано с оркестром. 6 апреля композитор отплыл из Гавра в Нью-Йорк. Первый концерт состоялся 23 апреля в Нью-Йорке в честь открытия концертного зала Карнеги-холл. На концертах в Балтиморе и Филадельфии он выступал с одной и той же программой — Серенадой для струнного оркестра и Первым концертом. Несмотря на то, что концерты были приняты с восторгом, по возвращении 3 июня 1891 года он писал М. М. Ипполитову-Иванову: «…находясь же там, я всё время страшно тосковал по России и всей душой стремился домой».
5 января 1892 года Чайковский приехал в Гамбург, чтобы дирижировать премьерой постановки «Евгения Онегина», но из-за перемен в речитативах, связанных с исполнением оперы на немецком языке, ему показалось недостаточно единственной предусмотренной репетиции и он отказался от разрекламированного участия в спектакле. 7 января за дирижёрским пультом стоял Густав Малер.
В июне 1892 года находившегося на отдыхе во Франции композитора пригласили в Вену дирижировать концертом на международной музыкально-театральной выставке, но после второй репетиции он уехал в Иттер (Тироль), а оттуда в сентябре — на первое исполнение «Пиковой дамы» в Праге.
В середине декабря 1892 года Чайковский поехал через Германию, Швейцарию и Париж в Брюссель, где 2 января 1893 г. дирижировал концертом, в программе которого были Третья сюита для оркестра, Первый концерт для фортепиано с оркестром, сюита из балета «Щелкунчик» и другие произведения.
В Одессе композитор находился с 12 по 25 января 1893 года по старому стилю. Композитор репетировал в оперном театре «Пиковую даму», дирижировал двумя симфоническими концертами из своих произведений в Одесском отделении Русского музыкального общества, благотворительным концертом Славянского общества и даже одним номером благотворительного спектакля в пользу бывших учеников Ришельевской гимназии. В честь присутствия композитора в городе были организованы многочисленные торжественные мероприятия. Концерты и представление публике «Пиковой дамы» были встречены овациями, лестными были отзывы местной прессы. Художник Николай Кузнецов выполнил его последний прижизненный портрет, который произвёл на композитора сильное впечатление.
В мае 1893 года Чайковский в Англии был возведён в степень почётного доктора Кембриджского университета. По традиции выдвинутые в почётные доктора музыки исполняли свои произведения — композитор в Кембридже дирижировал симфонической поэмой «Франческа да Римини».
В начале сентября 1893 года Чайковский по приглашению его антрепренёра Поллини приехал на несколько дней в Гамбург, чтобы участвовать 7 сентября в возобновлении в репертуаре «Иоланты» и для переговоров о постановке «Пиковой дамы».
Сезон 1893/94 года обещал быть насыщенным — кроме запланированных концертов в России, Чайковского приглашали Амстердам, Варшава, Гельсингфорс, Лондон, Франкфурт-на-Майне и другие города.

#### В клинском «убежище»
Последние годы своей жизни композитор провёл в окрестностях подмосковного города Клин, в том числе в сохранившемся доме, где сейчас находится его музей.
Ещё в 1873 году в дневнике Чайковского во время поездки в Швейцарию появились строки: «Среди этих величественно прекрасных видов и впечатлений туриста я всей душой стремлюсь в Русь, и сердце сжимается при представлении её равнин, лугов, рощей…». С возрастом это чувство и стремление жить и творить вне городской суеты усиливались, и 47-летний композитор написал: «Чем ближе подвигаешься к старости, тем живее чувствуешь наслаждения от близости к природе». Не желая постоянно жить в Москве или Петербурге и не имея средств для покупки собственного жилья, Чайковский искал для аренды дом в уединённом тихом месте под Москвой, чтобы после утомительных гастрольных поездок иметь возможность полностью отдавать себя творчеству.
Первый выбор пал на усадьбу Майданово неподалёку от Клина. 16 февраля 1885 года он пишет Н. Ф. фон Мекк уже из своего «убежища»: «Какое счастие быть у себя! Какое блаженство знать, что никто не придёт, не помешает ни занятиям, ни чтению, ни прогулкам! …Я понял теперь раз навсегда, что мечта моя поселиться на весь остальной век в русской деревне не есть мимолетный каприз, а настоящая потребность моей натуры». Дом стоял на высоком берегу реки Сестры в живописном парке. Близость железной дороги позволяла в любой момент по неотложным делам поехать в одну из столиц (в феврале 1885 года Пётр Ильич был избран одним из директоров Московского отделения Русского музыкального общества). Каждый день с 9 до 13 часов Чайковский работал. После обеда в любую погоду уходил на двухчасовую прогулку с непременной записной книжкой для набросков музыкальных мыслей и тем.
Соприкоснувшись с условиями жизни местных крестьян, композитор договорился с приходским священником, выпускником Вифанской духовной семинарии Е. С. Боголюбским об открытии в Майданове школы, на содержание которой жертвовал деньги.
24 июня 1885 года композитор был очевидцем пожара и даже помогал жителям в его тушении. Пожар уничтожил в Клину полторы сотни домов и торговые ряды.
Из Майданова Чайковский, по приглашению его ученика композитора С. И. Танеева, неоднократно ходил пешком в находившуюся неподалёку усадьбу Демьяново, которую в 1883 году приобрёл философ и социолог В. И. Танеев. Чайковский прожил в майдановской усадьбе разорившейся помещицы, статской советницы Н. В. Новиковой, с начала февраля 1885 года до декабря 1887 года. В творческой работе Чайковскому помогала собранная им библиотека, с которой он не расставался, несмотря на частые переезды, и в которой были представлены не только партитуры сочинений любимых композиторов, но и произведения русских и зарубежных классиков литературы и философии. Здесь он работал над новой редакцией оперы «Кузнец Вакула» («Черевички»), симфонией «Манфред», оперой «Чародейка» и другими произведениями.
Весной 1888 года Чайковский, уединению которого летом мешали многочисленные дачники, снял себе «новое убежище… опять около Клина, но в местности гораздо более живописной и красивой, чем Майданово. Притом же там всего один дом, одна усадьба, и я не буду видеть ненавистных дачников, гуляющих под моими окнами, как это было в Майданове. Называется это место селом Фроловским». Стоявший особняком дом, обставленный старинной мебелью, прекрасный вид на широкие дали и запущенный сад, переходящий в лес, оказались по сердцу композитору: «Я совершенно влюблён во Фроловское. Вся здешняя местность кажется мне раем небесным». Из Фроловского Чайковский ездил ещё в одну расположенную недалеко от Клина усадьбу — Спас-Коркодино, в гости к её владельцу С. И. Фонвизину, женатому на племяннице Софьи Андреевны Толстой — Вере Петровне Берс.
Во Фроловском Чайковский написал увертюру «Гамлет», Пятую симфонию, балет «Спящая красавица», оперу «Пиковая дама». К огорчению Чайковского, окружающий усадьбу лес, принадлежавший её хозяйке Л. А. Паниной, которая постоянно жила в Бессарабии, постепенно начал вырубаться. Дом ветшал и требовал средств на ремонт. С Фроловским пришлось расстаться. В мае 1891 года композитор вернулся в Майданово, где прожил ровно год и где в этот период были написаны опера «Иоланта» и балет «Щелкунчик».
Из Майданова Чайковский переехал 5 мая 1892 года в Клин в дом в самом конце города, на московском шоссе. Здесь в феврале и марте 1893 года была написана в клавире и летом инструментована Шестая симфония, про которую композитор написал: «В симфонию эту я вложил без преувеличения всю свою душу». В Клину Чайковский также занимался корректурой партитур «Иоланты» и «Щелкунчика», закончил Третий фортепианный концерт, одно из последних своих произведений (концерт датирован октябрём 1893 года).
Клинский период жизни композитора отмечен важными вехами международного признания его творчества: в ноябре 1892 года Чайковский был избран членом-корреспондентом парижской Академии изящных искусств, а в июне 1893 года — почётным доктором Кембриджского университета.
В 1897 году в клинском доме был основан дом-музей П. И. Чайковского, который является старейшим мемориально-музыкальным музеем в России.

### Смерть и слухи о самоубийстве
Ещё в 1891 году, находясь в США и восторгаясь «тамошним» к нему вниманием и восторгом публики, Чайковский отмечает в своём дневнике «какую-то стариковскую расхлябанность» и непривычную усталость. Даже местная пресса называет его человеком «лет шестидесяти», и ему приходится оправдываться перед публикой, напоминая свой реальный возраст. Та же необычная усталость отмечается им и в следующем году.
Вечером 20 октября (1 ноября) 1893 года совершенно здоровый Чайковский посетил элитный петербургский ресторан Лейнера на углу Невского проспекта и набережной Мойки, где пробыл примерно до двух часов ночи. Во время одного из заказов он потребовал принести ему холодной воды. Несмотря на неблагоприятную эпидемиологическую ситуацию в городе из-за холеры, Чайковскому подали некипячёную воду, которую он и выпил. Утром 21 октября (2 ноября) композитор почувствовал себя плохо и вызвал врача, который диагностировал холеру. Болезнь протекала тяжело, и Чайковский скончался в 3 часа пополуночи 25 октября (6 ноября) от холеры «неожиданно и безвременно» в квартире своего брата Модеста, в доме № 13 на Малой Морской улице. Распоряжение похоронами, с Высочайшего соизволения императора, было возложено на дирекцию Императорских театров, что явилось «примером единственным и вполне исключительным».
Вынос тела и погребение состоялись 28 октября (9 ноября); все расходы на погребение император Александр III повелел покрыть «из Собственных сумм Его Величества». Отпевание в Казанском соборе совершил епископ Нарвский Никандр (Молчанов); пел хор певчих Казанского собора и хор Императорской русской оперы; «стены собора не могли вместить всех желавших помолиться за упокой души Петра Ильича». В похоронах принимали участие два члена императорской фамилии: принц Александр Ольденбургский (попечитель Училища правоведения) и великий князь Константин Константинович. Похоронен в Александро-Невской лавре в Некрополе мастеров искусств.
После смерти Чайковского возник слух о его «скрытом самоубийстве», якобы в страхе перед преследованием за гомосексуальность. Н. Н. Берберова отмечает распространение этих слухов в эмиграции, причём считает, что их распространяло потомство Н. А. Римского-Корсакова. Она же приводит мнение присутствовавшего при смерти Чайковского В. Н. Аргутинского-Долгорукого, который приписывает этот слух мести девиц Пургольд (то есть Н. Н. Римской-Корсаковой и её сестры певицы А. Н. Молас) за провал их планов выйти замуж за Чайковского. В 1980-х годах легенду поддержали публикации эмигрировавшей в США советского музыковеда А. А. Орловой, ссылавшейся на сведения, слышанные от людей старшего поколения. Согласно легенде, Чайковский якобы выпил мышьяк (симптомы отравления которым схожи с холерными) по приговору «суда чести» своих однокашников по Училищу правоведения, которые возмутились его домогательствами к малолетнему племяннику близкого к царю графа Стенбок-Фермора, что спровоцировало жалобу царю, и потребовали от него покончить с собой во имя чести Училища во избежание публичного скандала и уголовного наказания. Эту легенду специально разобрал и опроверг сотрудник Йельского университета Александр Познанский. Он опровергает легенду как подробно известной хронологией последних дней Чайковского, так и теми соображениями, что на гомосексуальность в российских верхах смотрели в высшей степени снисходительно (тем более что гомосексуалами были и некоторые члены императорской фамилии), а Училище правоведения, выпускники которого якобы возмутились гомосексуальностью Чайковского, было широко известно своими гомосексуальными нравами.
Н. Н. Берберова считает, что сюжет легенды, согласно которой скандал разразился из-за знакомства Чайковского на пароходе с 13-летним племянником графа Стенбок-Фермора, воспроизводит реально наделавшую шуму историю дружбы Чайковского (именно на пароходе) с 14-летним Володей Склифосовским (сыном известного хирурга) в апреле 1889 года.

## Личная жизнь

### Гомосексуальность
По мнению многих биографов, Пётр Чайковский впервые столкнулся с проявлением гомосексуальности ещё в годы учёбы в Императорском училище правоведения (1852—1859). Будучи закрытым мужским учебным заведением, оно, как и другие учебные заведения такого типа, в том числе зарубежные, предрасполагало к возникновению эмоционально напряжённых и гомоэротически окрашенных «особенных дружб», как платонических любовных чувств, так и устремлённых к физическому удовлетворению сексуальных потребностей между однокурсниками в период пубертатной гиперсексуальности. Здесь также играли роль и совместные посещения бани, и уроки танцев, где воспитанники танцевали друг с другом: один — в роли кавалера, другой — в роли дамы.
С одной стороны, на изучение этого периода жизни композитора в советском чайковсковедении было наложено табу, с другой стороны, на этот период приходится недостаточное количество источников, а именно эпистолярных и дневниковых записей, в связи с чем эта тема мало освещена в биографической литературе.
В годы учёбы в училище Чайковский был дружен с Дохтуровым и Белявским, Фёдором Масловым, с которым они пару лет были почти неразлучны, Владимиром Адамовым, который был духовно и душевно близким другом. В годы учёбы в училище Чайковский пережил первое страстное чувство к младшему товарищу Сергею Кирееву. По словам Модеста Ильича, это было «самое сильное, самое долгое и чистое любовное увлечение его жизни». Заменив его имя многоточием, он посвятил ему романс «Мой ангел, мой гений, мой друг…» на слова Афанасия Фета, а годы спустя память об этом отроческом переживании вдохновила Чайковского на «лучшие любовные страницы музыкальных творений». В семье Чайковского считали, что первый гомосексуальный опыт Чайковский пережил в училище в 13-летнем возрасте со своим однокашником, будущим поэтом Алексеем Апухтиным, в дальнейшем особо не скрывавшим своей гомосексуальности. Они сидели за одной партой, вместе бегали курить — эта привычка осталась у них на всю жизнь — и много общались. Однако эти годы не оставили у Чайковского особо тёплых воспоминаний: по окончании училища он избегал всяких встреч с «антимузыкальными» товарищами по училищу, за исключением Алексея Апухтина и князя Владимира Мещерского, также гомосексуала.
Гомосексуальные эфебофилические наклонности Чайковского были хорошо известны современникам. Ещё в 1862 году Чайковский в компании друзей-правоведов, включая Апухтина, попал в гомосексуальный скандал в петербургском ресторане «Шотан», в результате которого они, по выражению Модеста Чайковского, «были ославлены на весь город в качестве бугров <гомосексуалов>».
Несмотря на факт неудачной женитьбы в 1877 году, Чайковский был ярко выраженным гомосексуалом, как и его младший брат Модест. В письме брату Модесту от 29 августа 1878 года он отмечает соответствующий намёк в фельетоне о нравах Консерватории, появившемся в «Новом Времени», и с сокрушением пишет: «Моя бугрская репутация падает на всю Консерваторию, и оттого мне ещё стыднее, ещё тяжелее».
Впоследствии А. В. Амфитеатров, пытавшийся разобраться в этом вопросе, опрашивая близких к Чайковскому людей, пришёл к выводу, что Чайковскому был свойственен «гомосексуализм духовный, идеальный, платонический эфебизм. <…> Вечно окружённый молодыми друзьями, он вечно же нежно возился с ними, привязываясь к ним и привязывая их к себе любовью более страстною, чем дружеская или родственная. Один из таких платонических эфебов Чайковского в Тифлисе даже застрелился с горя, когда друг-композитор покинул город. Друзей-юношей и отроков мы при Чайковском можем насчитать много, любовницы — ни одной». Письма Чайковского, прежде всего Модесту, содержат откровенные признания. Так, в письме брату от 4 мая 1877 года он признаётся в жгучей ревности к своему ученику, 22-летнему скрипачу Иосифу (Эдуарду-Иосифу) Котеку, из-за того, что у последнего разгорелся роман с певицей Зинаидой Эйбоженко. При этом в письме Модесту от 19 января 1877 года Чайковский, исповедуясь в своей влюблённости в Котека, вместе с тем подчёркивает, что не хочет выходить за пределы чисто платонических отношений.
Сильной гомосексуальной привязанностью последних лет Чайковского считается его племянник Владимир (Боб) Давыдов, которому Чайковский посвятил Шестую симфонию и сделал сонаследником и которому передал право на отчисление доходов за сценическое исполнение своих сочинений. В последние годы жизни Чайковского он сам, Модест, Боб и молодой Владимир Аргутинский-Долгоруков (Арго) составляли тесный кружок, в шутку прозвавший себя «четвёртой сюитой». Однако Чайковский не ограничивался людьми своего круга: как явствует из дневника, на протяжении всего 1886 года он состоял в связи с извозчиком по имени Иван. Ряд исследователей[кто?] считает гомосексуальными также отношения Чайковского со своими слугами, братьями Михаилом и Алексеем (Лёнькой) Софроновыми, которым он также писал нежные письма. В дневниках Чайковского за время его пребывания в Клину можно найти многочисленные записи эротического характера о крестьянских детях, которых он, по выражению Александра Познанского, «развращал подарками», однако, по мнению Познанского, эротизм Чайковского в отношении их носил платонический, «эстетически-умозрительный» характер и был далёк от желания физического обладания.
Исследовавший письма Чайковского В. С. Соколов отмечает, что в 70-е годы Чайковский страдал от своих сексуальных наклонностей и пытался бороться с ними («Если есть малейшая возможность, старайся не быть бугром. Это весьма грустно», — пишет он, например, Модесту в 1870 году; «Бугроманство и педагогия не могут ужиться», — констатирует он в 1876-м); однако в последнее десятилетие его жизни, как отмечает В. С. Соколов, «было найдено счастливое душевное равновесие — после бесплодных попыток борьбы со своей природой». «…после истории с женитьбой, я наконец начинаю понимать, что ничего нет бесплоднее, как хотеть быть не тем, чем я есть по своей природе», — пишет Чайковский брату Анатолию 13/25 февраля 1878 года.
Н. Н. Берберова отмечает, что «тайна» Чайковского стала широко известна после 1923 года, когда был опубликован дневник композитора конца 80-х годов, переведённый на европейские языки; это совпало с пересмотром взглядов на гомосексуальность в европейском обществе.

### Отношения с Д. Арто
Весной 1868 года Чайковский познакомился с известной французской певицей, примадонной итальянской оперы Дезире́ Арто́ (1835—1907), неоднократно гастролировавшей в России, которая была на 5 лет старше его. Вскоре дружба перешла в близкую и взаимную душевную привязанность, он планировал жениться и состоялась помолвка. В письме к отцу от 26 декабря 1868 года Чайковский пишет, что её мать против этого брака, так как она считает его ещё слишком молодым и опасается, что он заставит её жить в России, и друзья отговаривают его от женитьбы (в особенности Н. Г. Рубинштейн), считая, что после брака он будет играть «жалкую роль мужа своей жены». Свои чувства к певице Чайковский выразил в «Романсе», пьесе для фортепиано op. 5 (1868), посвящённой Д. Арто.
В начале 1869 года невеста Чайковского уехала на гастроли в Варшаву, где месяц спустя после отъезда из Москвы вышла по страсти замуж за певца из своей труппы, испанского баритона Мариано Падилью. В октябре того же года Чайковский присутствовал на спектакле в Москве, где она пела в опере «Фауст». По воспоминаниям Кашкина, Чайковский закрылся биноклем от слёз, когда вновь увидел Арто на сцене. Несмотря на всё, в своих критических статьях он называл Арто великой и гениальной актрисой.
Её муж намекнул через К. К. Альбрехта, что Чайковскому не следует более встречаться с Арто, поэтому они снова встретились только 18 лет спустя, в начале 1888 года, во время гастролей Чайковского по Германии. Они встретились как старые друзья, были рады друг другу и не касались прошлого. Арто попросила Чайковского написать для неё романс, он исполнил её просьбу в октябре того же года, написав целых 6 романсов (ор. 65) на слова французских поэтов Тюркети, Коллена и Бланшкотт. Выбор текстов для романсов не был случайным: он полон прямых и болезненных намёков на былые чувства, несостоявшиеся надежды и приближающуюся старость. В начале 1890 года Арто спела посвящённые ей романсы на музыкальном вечере в Париже.

### Дружба с Н. Ф. фон Мекк
Письма Петра Ильича Чайковского к Надежде Филаретовне фон Мекк значительной составляющей вошли в эпистолярное наследие композитора и служат источником для изучения его творческой жизни. 14-летняя переписка, содержащая массу автобиографических деталей, подробно и откровенно отражает их внутренний мир, события общественной и культурной жизни, семейного быта. В основе сложившихся в результате переписки дружеских отношений лежал искренний интерес любительницы музыки и меценатки Н. Ф. фон Мекк к творчеству талантливого композитора.
Начало переписки было положено письмом Н. Ф. фон Мекк от 18 декабря 1876 года.
Предложенная ею бескорыстная помощь в течение многих лет освобождала Чайковского от необходимости (ради денег) заниматься рутинной деятельностью. 29 сентября 1877 года она писала ему: «…я берегу Вас для того искусства, которое я боготворю, выше и лучше которого для меня нет ничего в мире».

Благодарный за участие и доброту, Чайковский делился с Н. Ф. фон Мекк своими творческими планами, делился впечатлениями о путешествиях и гастролях, советовался с ней, рассказывая о трудных жизненных ситуациях. Они обменивались мнениями не только о музыке, но и о религии и философии. За годы сложившейся дружбы, написав друг другу более 1200 писем, они ни разу не встретились. О необычности их отношений позже написал брат композитора Модест: 
Главная особенность тесной и трогательной дружбы Надежды Филаретовны и Петра Ильича заключалась в том, чтобы они не виделись иначе как в толпе, и, встречаясь случайно в концертной зале, на улице, не обменивались ни единым взглядом присутствия, сохраняя вид людей совершенно чуждых. Они сообщались только письменно, и оба умерли, никогда не слыхав голоса друг друга. Вследствие этого переписка их, сохранившаяся вся целиком, <…> исчерпывает всю суть этих небывалых отношений двух друзей.
Завершило переписку письмо П. И. Чайковского от 22 сентября 1890 года, отправленное им из Тифлиса в ответ на последнее (несохранившееся) письмо Надежды Филаретовны, в котором она неожиданно уведомила композитора, что не может далее помогать ему материально. Упомянув в своём письме о «мимолетном огорчении при мысли о постигшем меня материальном лишении», Пётр Ильич далее написал в нём: «Неужели Вы считаете меня способным помнить о Вас только, пока я пользовался Вашими деньгами!… Я рад, что именно теперь, когда уже Вы не можете делиться со мной Вашими средствами, я могу во всей силе высказать мою безграничную, горячую, совершенно не поддающуюся словесному выражению благодарность». И всё-таки разочарование было велико. 28 сентября 1890 года он писал П. И. Юргенсону: «Теперь сообщу тебе весьма для меня неприятную вещь. У меня отныне шестью тысячами в год будет меньше. На днях получил от Н. Ф. фон Мекк письмо, в коем она сообщает, что к крайнему своему прискорбию, вследствие запутанности дел и разорения почти полного, принуждена прекратить выдачу ежегодной субсидии. Я перенёс этот удар философски, но тем не менее был неприятно поражён и удивлён». На этом отношения оборвались и не возобновились до кончины Петра Ильича.
Истинные мотивы, которые подтолкнули Н. Ф. фон Мекк к разрыву отношений, остались неизвестными. Среди распространённых точек зрения, кроме объявленного ею осложнения финансового состояния, — резкое ухудшение здоровья Надежды Филаретовны, ультимативный протест членов семьи, недовольных её заочной страстью, реакция на достигавшую её смесь сплетен и правды о Петре Ильиче.
В 2013 году переписка положена в основу концертной программы «Летопись жизни» на сцене Московского международного Дома музыки.

### Женитьба на А. И. Милюковой
Женитьба Чайковского — одно из исключительных событий в его жизни. Антонина Ивановна Милюкова была младше его на 8 лет. Брату он писал, что одной из целей женитьбы является избавление от обвинений в гомосексуальности: «я хотел бы женитьбой или вообще гласной связью с женщиной зажать рты всякой презренной твари, мнением которой я вовсе не дорожу, но которая может причинить огорчения людям, мне близким». Однако гомосексуальность композитора стала причиной того, что их брак через несколько недель распался. В силу различных обстоятельств супруги так и не смогли никогда развестись и жили раздельно.

## Творчество

### Общая характеристика творчества. Метод и стиль
Чайковский — ярчайший представитель музыкального романтизма в России XIX века. В отличие от кучкистов, он не декларировал стремление «к новым берегам», никогда не выражал желания стать «композитором-реформатором». Чайковский воспринял всю систему жанров, практиковавшихся в современной ему Европе — симфонию, симфоническую поэму, струнный квартет, сольный инструментальный концерт, сонату, сюиту и пр. Чайковский испытал влияние типичных композиционных принципов и техник западноевропейского романтизма — программной музыки, лейтмотивной системы, тональной гармонии (с использованием типичных для романтиков модализмов и секвенций), акцентной метрики, музыкальной формы, контрапункта, оркестровки. Вместе с тем музыка Чайковского обладает ярко выраженной спецификой, безошибочно схватываемой на слух. Точное определение этой интуитивно схватываемой специфики составляет научную проблему. Обычно исследователи выделяют два основных творческих вектора Чайковского: вектор национальной характерности и вектор «общеромантической» западноевропейской стилистики.

### Вклад в церковную музыку
Для церковно-певческого дела в России, как в практике исполнения, так и в сочинительстве, до конца 1870 годов был характерен (утвердившийся на рубеже XVIII—XIX веков) концертный «западно-итальянский» хоровой стиль. В храмах практиковалось европеизированное церковное пение, а вкусы православных прихожан формировались под влиянием произведений Д. С. Бортнянского, А. Л. Веделя и других композиторов, сочинявших русскую церковную музыку в итальянской или немецкой традиции.
В основанном в 1864 году Обществе Древнерусского искусства (ОДРИ), членом которого с 1874 года стал П. И. Чайковский, в связи с тенденцией возвращения к национальным музыкальным традициям, была создана Комиссия для исправления нотных книг богослужебного пения. Признавая определённые достоинства творчества Бортнянского, получившего музыкальное образование в Италии, Чайковский в 1881 году даже согласился редактировать собрание его сочинений, но писал о «слащавом стиле» его церковных произведений, что «мало гармонировало с византийским стилем архитектуры и икон, со всем строем православной службы». Имея в виду сложность задачи преобразования церковного пения с целью возвратить ему первобытную чистоту и образность, композитор писал:

…нужен мессия, который одним ударом уничтожил бы всё старьё и пошёл бы по новому пути; а новый путь заключается в возвращении к седой старине и в сообщении древних напевов в соответствующей гармонизации… Я только хотел быть переходной ступенью от пошлого итальянского стиля, введённого Бортнянским, к тому стилю, который введёт будущий мессия.
Религиозно-эстетические взгляды Чайковского проявились в его стремлении внести практический вклад в национальную церковную музыку: «Я хочу не столько теоретически, сколько чутьём артиста до некоторой только степени отрезвить церковную музыку от чрезмерного европеизма». В основе сочинения и исполнения церковной музыки, по его мнению, должны быть ясность, искренность и сдержанность выражения, рождающие благоговейное восприятие. Вместе с тем, в полном соответствии с веяниями своего времени, под «отрезвлением» музыки от «чрезмерного европеизма» Чайковский, разумеется, понимал не реконструкцию древнерусской музыки в её подлинном виде (см. Знаменный распев), но «правильную» гармонизацию церковной монодии — по тем же законам европейской тональности, что и «слащавая» музыка Бортнянского, но более изысканную, без откровенной банальности.
Церковные песнопения звучат в некоторых светских произведениях Чайковского, выполняя там функцию общеизвестных символов, например, кондак «Со святыми упокой» в Шестой симфонии предвосхищает кончину лирического героя, его отпевание. В увертюре «1812 год» используется тропарь «Спаси, Господи, люди Твоя и благослови достояние Твое». Фортепианный «Детский альбом» начинается пьесой «Утренняя молитва», а завершается пьесой «В церкви», в которой композитор использовал молитвенный мотив 6-го гласа.
В 1875 году Чайковский издал «Краткий учебник гармонии, приспособленный к чтению духовно-музыкальных сочинений в России». В 1881 году он был одобрен в качестве учебного пособия для изучения церковного пения в духовных семинариях и училищах.
В 1878—1887 годах Чайковский обратился к созданию церковных сочинений, написал полные циклы важнейших богослужений Православной Церкви — «Литургии святого Иоанна Златоуста» и «Всенощного бдения», отдельные хоры в сборнике «Девять духовных музыкальных сочинений» и пасхальный хор «Ангел вопияше».
Будучи верующим человеком, Чайковский посещал и любил церковные службы. «Я очень часто бываю у обедни; литургия Иоанна Златоустого есть, по-моему, одно из величайших художественных произведений… о, всё это я ужасно люблю, это одно из величайших моих наслаждений!» — писал он Н. Ф. фон Мекк 29 ноября 1877 года.
Испытываемое композитором чувство привело его к намерению положить всю литургию на музыку, что было поддержано П. И. Юргенсоном, обещавшим издать партитуру за границей, так как по действовавшему тогда порядку разрешалось «вновь печатать и петь только те духовно-музыкальные сочинения, кои одобрены будут Директором Придворной капеллы». Об этом Чайковский писал Н. Ф. фон Мекк 30 апреля 1878 года: «Известно ли Вам, что музыкально-церковное композиторство составляет монополию придворной певческой капеллы, что запрещено печатать и петь в церквах всё, что не принадлежит к числу сочинений, напечатанных в изданиях капеллы, которая ревниво оберегает эту монополию и решительно не хочет допустить новых попыток писать на священные тексты?».
«Литургия» была закончена в мае 1878 года, напечатана и выпущена в свет всё-таки в России к 18 января 1879 года с разрешения Московского комитета для цензуры духовных книг и впервые исполнена в киевской университетской церкви в апреле 1879 года. При жизни композитора это было единственное исполнение во время церковной службы.
В декабре 1879 года Чайковский, с детства находившийся под поэтическим впечатлением от православных служб, присутствовал на мессе в соборе Святого Петра в Риме и написал Н. Ф. фон Мекк, что всё было живописно, красиво и полно движения, «но я всё-таки в тысячу раз больше люблю нашу православную литургию, где все присутствующие в храме видят и слышат одно и то же, где весь приход предстоит, а не снуёт из угла в угол. Это менее живописно, но трогательнее и торжественнее».
21 ноября 1880 года «Литургия св. Иоанна Златоуста» по разрешению Н. Г. Рубинштейна была исполнена хором П. И. Сахарова в Москве на закрытом духовном концерте в зале консерватории в присутствии Московского митрополита Макария, который одобрил как само сочинение, так и исполнение. Для широкой публики новое произведение Чайковского было исполнено тем же хором на экстренном собрании Русского музыкального общества 18 декабря того же года.
Работая над «Всенощным бдением» весной и летом 1881 года в Каменке, П. И. Чайковский часто бывал в Киево-Печерской Лавре, пение монахов которой очень нравилось композитору: «Там поют на свой древний лад, с соблюдением тысячелетних традиций, без нот и, следовательно, без претензий на концертность, — но зато что это за самобытное, оригинальное и иногда величественно прекрасное богослужебное пение». Партитура «Всенощного бдения», обозначенная автором как «Опыт гармонизации богослужебных песнопений для смешанного хора», была в основном завершена весной 1882 года Впервые сочинение было исполнено хором П. И. Сахарова 27 июня 1882 года в Москве в концертном зале Всероссийской Промышленно-художественной выставки.
После успеха заказанной Чайковскому кантаты «Москва», исполненной во время коронации Александра III, композитор 7 марта 1884 года был представлен в Гатчине царской семье. Во время аудиенции Чайковский подтвердил императору своё намерение продолжать писать музыку для церкви. 13 марта 1884 года он писал: «Ежечасно и ежеминутно благодарю Бога за то, что он дал мне веру в Него. При моём малодушии и способности от ничтожного толчка падать духом до стремления к небытию, чтобы я был, если б не верил в Бога и не предавался воле Его?»
В период с ноября 1884 года по весну 1885 года были написаны хоры — «Херувимские песни» № 1—3, «Тебе поём…», «Достойно есть…», «Отче наш», «Блажени, яже избрал…», «Да исправится…», «Ныне силы небесные…» и позднее, в 1887 году, хор «Ангел вопияше…». 17 февраля 1886 года на духовно-музыкальном вечере в Московской консерватории капеллой Русского хорового общества под управлением В. М. Орлова были впервые исполнены «Херувимская песнь № 1», «Тебе поём», «Блажени, яже избрал», «Да исправится».
В 1886 году Московское синодальное училище церковного пения, готовившее для Синодального хора певчих, регентов и учителей церковного пения, было отделено от Синодального хора. При хоре и училище был учреждён Наблюдательный совет, в состав которого в 1886—1889 годах входил и П. И. Чайковский.
В письме обер-прокурору Святейшего Синода К. П. Победоносцеву и прокурору московской Синодальной конторы А. Н. Шишкову с рекомендацией назначить регентом Синодального хора В. С. Орлова, бывшего воспитанника Синодального училища и своего ученика по консерватории, П. И. Чайковский, подчёркивая необходимость возвращения в церковь того строя богослужебного пения, «который искони составлял драгоценнейшее достояние её», апеллируя к авторитету Александра III, писал: «В настоящее время сам государь император горячо сочувствует делу возрождения, когда русским композиторам уже не возбраняется посвящать свои способности и усердие родной церкви…».
28 марта 1891 года Синодальный хор под управлением В. С. Орлова в зале Синодального училища исполнил «Ныне силы небесные», а 22 октября 1891 года — «Херувимскую песнь № 3».
После первого прослушивания в 1880 году исполнение «Литургии» П. И. Чайковского в храмах было разрешено только после смерти композитора. До революции её ежегодно исполняли в день памяти композитора в Москве в Храме Вознесения Господня у Никитских ворот и в Петербурге в Троицком соборе Александро-Невской лавры.
Несмотря на то, что часть российского общества неодобрительно встретила первое исполнение «Литургии» вне стен храма, духовные сочинения Чайковского стали исполняться и в концертах.

#### Рецепция в XX и XXI веках
Митрополит Иларион (Алфеев) отмечал, что после революции 1917 года музыкальные произведения Чайковского и других композиторов для многих в России стали одним из источников познания веры и Евангелия, молитвы и богослужения Православной Церкви. По его мнению, Чайковский одним из первых в числе великих русских музыкальных деятелей под впечатлением собственных религиозно-художественных настроений и по ощущению назревших в этой сфере реформ в последней четверти XIX века обратился к написанию церковной музыки.
В 60—80-е годы XX века «Литургия» великого композитора вновь стала звучать в исполнении хора московского храма в честь иконы Божией Матери «Всех скорбящих Радость» на Большой Ордынке. 7 ноября 2010 года, в день памяти П. И. Чайковского, настоятелем этого храма, митрополитом Иларионом (Алфеевым), была совершена Божественная литургия, за которой прозвучали песнопения на музыку Чайковского в исполнении Московского Синодального хора, воссозданного в 2009 году по благословению Святейшего Патриарха Московского и всея Руси Кирилла.
7 мая 2015 года после Божественной литургии в храме Христа Спасителя, в которой прозвучала «Литургия» Чайковского, Патриарх Кирилл в своём первосвятительском слове к собравшимся сказал: «Вдохновение — это способность принимать сигнал, который Бог посылает человеку, и Петр Ильич Чайковский был человеком, который воспринял этот дар».

### Основные произведения
Из века в век, из поколения в поколение переходит наша любовь к Чайковскому, к его прекрасной музыке. И в этом — её бессмертие
Оперы
- Воевода (1868)
- Ундина (1869)
- Опричник (1872)
- Евгений Онегин (1878)
- Орлеанская дева (1879)
- Мазепа (1883)
- Черевички (1885)
- Чародейка (1887)
- Пиковая дама (1890)
- Иоланта (1891)

Балеты
- Лебединое озеро (1877)
- Спящая красавица (1889)
- Щелкунчик (1892)

Симфонии
- Симфония № 1 «Зимние грёзы» op. 13 (1866)
- Симфония № 2 op.17 (1872)
- Симфония № 3 op. 29 (1875)
- Симфония № 4 op. 36 (1878)
- «Манфред» — симфония (1885)
- Симфония № 5 (1888)
- Симфония «Жизнь» (неоконченная) (1892—1893).
- Симфония ми-бемоль мажор (1892—1893). Уничтожена автором. Её наработки стали основой 3-го концерта (1893). Реконструкции Симфонии были предприняты С. С. Богатырёвым (1951—1955) и Петром Климовым (2005—2006).
- Симфония № 6 «Патетическая» op. 74 (1893)

Сюиты
- Сюита № 1 op. 43 (1879)
- Сюита № 2 op. 53 (1883)
- Сюита № 3 op. 55 (1884)
- Сюита № 4 Моцартиана op. 61 (1887)
- Щелкунчик, сюита для балета op. 71a (1892)

Отдельные оркестровые произведения
- Торжественная увертюра на Датский гимн op. 15 (1866)
- «Буря» op. 18 (1873)
- Славянский марш (1876) op. 31
- «Франческа да Римини» — симфоническая фантазия (1876) op. 32
- Итальянское каприччио op. 45 (1880)
- Серенада для струнного оркестра op. 48 (1880)
- «1812 год» — торжественная увертюра (1880) op. 49
- «Гамлет», увертюра-фантазия, ор. 67, 1888
- «Гроза», увертюра к драме op. 76 (1864)
- «Фатум» — симфоническая фантазия op. 77 (1868)
- «Воевода» симфоническая баллада op. 78 (1891)
- «Ромео и Джульетта» — увертюра-фантазия (1869, 1870, 1880)
- Марш Добровольного флота (1878)
- Марш Юрьевского полка (1893)

Концерты
- Концерт для фортепиано с оркестром № 1 op. 23 (1875)
- Меланхолическая серенада op. 26 (1875)
- Вариации на тему рококо для виолончели с оркестром op. 33 (1878)
- Вальс-скерцо для скрипки с оркестром op. 34 (1877)
- Концерт для скрипки с оркестром op. 35 (1878)
- Концерт для фортепиано с оркестром № 2 op. 44 (1880)
- Концертная фантазия для фортепиано с оркестром op. 56 (1884)
- Pezzo capriccioso для виолончели с оркестром op. 62 (1887)
- Концерт для фортепиано с оркестром № 3 (1893)

Фортепианные произведения
- Русское скерцо op. 1, No. 1 (1867)
- Экспромт op. 1, No. 2 (1867)
- Воспоминание о Гапсале, 3 пьесы op. 2 (1867)
- Вальс-каприс op. 4 (1868)
- Романс op. 5 (1868)
- Вальс-скерцо op. 7 (1870)
- Каприччио op. 8 (1870)
- Три пьесы op. 9 (1870)
- Две пьесы op. 10 (1871)
- Шесть пьес op. 19 (1873)
- Шесть пьес на одну тему op. 21 (1873)
- Большая соната соль мажор op. 37a (1878)
- «Времена года» op. 37b (1876)
- Детский альбом op. 39 (1878)
- Двенадцать пьес op. 40 (1878)
- Шесть пьес op. 51 (1882)
- «Думка» op. 59 (1886)
- Восемнадцать пьес op. 72 (1893)
- Соната до-диез минор op. 80 posth (1865, изд. 1900)

Камерная музыка
- Струнный квартет № 1 op. 11 (1871)
- Струнный квартет № 2 op. 22 (1874)
- Струнный квартет № 3 op. 30 (1876)
- «Воспоминание о дорогом месте», три пьесы для скрипки и фортепиано op. 42 (1878)
- Фортепианное трио op. 50[англ.] (1882)
- «Воспоминание о Флоренции», струнный секстет op. 70 (1890)

Церковная хоровая музыка
- Литургия для смешанного хора без сопровождения, op. 41 (1878)
- Всенощная (Всенощное бдение) для смешанного хора без сопровождения, op. 52 (1882)
- Духовно-музыкальные сочинения на полный хор (1885)
- Ангел вопияше (1887)

Романсы
104 романса, в том числе два на стихи Пушкина Песнь Земфиры (1860—1861) и Соловей ор. 60/4 (1884), один на стихи Лермонтова Любовь мертвеца ор. 38/5 (1878)

### Краткая хронология
В 1866 году дебютировал перед московской и петербургской публикой увертюрой F-dur.; начал Первую симфонию;
1867 год — исполнение Andante и скерцо из Первой симфонии в Русском музыкальном обществе в Санкт-Петербурге.
1866—1867 годы — написаны увертюра на датский гимн и ряд фортепьянных пьес: «Воспоминание о Гапсале».
1867 год — начата работа над оперой «Воевода»; в Москве, в симфоническом собрании, были исполнены танцы из неё.
1868 год — в симфоническом собрании в Москве русского музыкального общества с большим успехом исполнена Первая симфония. С недовольством относился Ч. к своему симфоническому произведению: «Фатум» (1868), исполнявшемуся как в Москве, так и в Петербурге.
30 января 1869 года в Большом театре в Москве — премьера оперы «Воевода». Либретто — композитора и А. Н. Островского по его пьесе («Сон на Волге»). Дирижёр — Мертен. В ролях: Нечай Шалыгин — Финокки, Влас Дюжой — Радонежский, Настасья — Анненская, Марья Власьевна — Меньшикова, Прасковья Власьевна — Кронеберг, Степан Бастрюков — Раппорт, Дубровин — Демидов, Олёна — Иванова, Резвый — Божановский, Шут — Лавров, Недвига — Розанова, новый Воевода — Корин). В 1870-х годах Чайковский уничтожил оперу, сохранив только небольшую часть материала.
В 1869 году закончена опера «Ундина», которая не ставилась. Она уничтожена автором в 1873 году, за исключением некоторых номеров, вошедших впоследствии в другие сочинения. Осенью написана увертюра-фантазия «Ромео и Джульетта». Написано шесть романсов, среди которых «Нет, только тот», «И больно, и сладко», «Слеза дрожит», «Отчего», «Ни слова, о друг мой».
1871 год — первый квартет D-dur.
1870—1872 годы — сочинена опера «Опричник», собственное либретто по повести И. И. Лажечникова.
31 мая 1872 года — состоялась премьера кантаты «В память 200-летия рождения Петра Великого», написанной по заказу и специально к открытию Политехнической выставки 1872 года.
1873 год — симфоническая фантазия «Буря», а также музыка для весенней сказки «Снегурочка» А. Н. Островского в Большом театре.
12 апреля 1874 года в Мариинском театре — премьера оперы «Опричник» (дирижёр Направник; Жемчужный — Васильев 1-й, Наталья — Рааб, Митьков — Соболев, Морозова — Крутикова, Андрей — Орлов, Басманов — Васильев 2-й, Вязьминский — Мельников, Захарьевна — Шредер).
4 мая 1875 года в Большом театре — постановка оперы «Опричник» (дирижёр Мертен; Жемчужный — Демидов, Наталья — Смельская, Морозова — Кадмина, Андрей — Додонов, Вязьминский — Радонежский, Басманов — Аристова).
1875 год — на конкурсе русского музыкального общества опере «Кузнец Вакула» присуждена первая премия.
1876 год — постановка в Петербурге оперы «Кузнец Вакула», позднее переделанной в «Черевички».
20 февраля 1877 года — постановка в Большом театре балета «Лебединое озеро» по либретто В. Бегичева и В. Гельцера. (Одетта-Одиллия — Карпакова, Зигфрид — Гиллерт, Ротбарт — Соколов; балетмейстер Рейзингер, дирижёр Рябов, художники Вальц, Шангин, Гроппиус).
Май 1877 года — начало работы над оперой «Евгений Онегин».
1878 год — на всемирной выставке в Париже под управлением Н. Г. Рубинштейна исполнялись Второй фортепианный концерт, «Буря», серенада и вальс для скрипки. Рост известности в Европе. Написана «литургия св. Иоанна Златоуста».
«Детский альбом» Op. 39 — сборник пьес для фортепиано, носящий авторский подзаголовок «Двадцать четыре лёгкие пьесы для фортепиано». Сборник был сочинён Чайковским в мае-июле 1878 года и при первой публикации, последовавшей в декабре того же года в издательстве Юргенсона, посвящён племяннику композитора Володе Давыдову.
17 марта 1879 года — первое представление оперы «Евгений Онегин», силами учащихся московской консерватории на сцене московского Малого театра.
1879 год — написана опера «Орлеанская дева» с либретто самого композитора по драме Ф.Шиллера в переводе В. А. Жуковского, драме Ж. Барбье «Жанна д’Арк» и по либретто оперы «Орлеанская дева» О. Мерме.
13 января 1880 года возобновлена постановка в Большом театре балета «Лебединое озеро» балетмейстер Ганзен, дирижёр Рябов, художник Вальц, Шангин, Гроппиус. В ролях Одетта-Одиллия — Калмыкова и Гейтен, Зигфрид — Бекефи.
7 ноября 1880 года — в Каменке закончена Торжественная увертюра «1812 год», написанная по заказу Н. Г. Рубинштейна. На титульном листе партитуры написано: 1812. Торжественная увертюра для большого оркестра. Сочинил по случаю освящения Храма Спасителя Петр Чайковский. За эту увертюру Чайковский был удостоен ордена Святого Владимира 4-й степени и стал получать именную императорскую пенсию: 3000 рублей серебром в год.
13 февраля 1881 года — премьера оперы «Орлеанская дева» в Мариинском театре (дирижёр Направник; Карл VII — Васильев 3-й, Кардинал — Майборода, Дюнуа — Стравинский, Лионель — Прянишников, Тибо — Корякин, Раймонд — Соколов, Иоанна д’Арк — Каменская, Агнесса — Рааб).
За год до освящения храма Христа Спасителя, во время Всероссийской промышленно-художественной выставки 8 августа (20 августа) 1882 года, была впервые исполнена Торжественная увертюра «1812 год», написанная композитором в ознаменование победы России в войне с Наполеоном (дирижёр И. К. Альтани).
28 октября 1882 года возобновлена постановка в Большом театре балета «Лебединое озеро» балетмейстер Ганзен, дирижёр Рябов, художник Вальц, Шангин, Гроппиус. В ролях Одетта-Одиллия — Калмыкова и Гейтен, Зигфрид — Бекефи.
Апрель 1883 года — опера «Евгений Онегин» исполнена в Петербурге в музыкально-драматическом кружке под управлением К. К. Зике. Опера «Мазепа».
3 февраля 1884 года — в Большой театре (Москва) премьера оперы «Мазепа», либретто В. П. Буренина по поэме Пушкина «Полтава». (дирижёр Альтани, режиссёр Барцал, художники Шишков и Бочаров, балетмейстер Иванов; Мазепа — Корсов, Кочубей — Борисов, Мария — Павловская, Любовь — Крутикова, Андрей — Усатов, Орлик — Фюрер, Искра — Григорьев, Пьяный казак — Додонов).
6 февраля 1884 года «Мазепа» поставлена в Мариинском театре (дирижёр Направник).
19 октября 1884 года — премьера оперы «Евгений Онегин» в Мариинском театре в Петербурге.
1885 год — опера «Мазепа» поставлена в Тифлисе. Подготовлена новая редакция оперы «Кузнец Вакула» под названием «Черевички».
20 октября 1887 года в Петербурге в Мариинском театре — премьера оперы «Чародейка» (либр. И. В. Шпажинского по его же одноимённой трагедии). Дирижёр Чайковский, худ. Бочаров; князь Курлятев — Мельников, Княгиня — Славина, Юрий — Васильев 3-й, Мамыров — Стравинский, Настасья — Павловская).
1887 год — опера поставлена в Тифлисе (дирижёр Ипполитов-Иванов; Настасья — Зарудная),
19 января 1887 года в Москве в Большом театре поставлена опера «Черевички», переработка оперы «Кузнец Вакула», либретто Я. П. Полонского по повести «Ночь перед Рождеством» Н. В. Гоголя, с добавлениями композитора. (дирижёр Чайковский, художник Вальц; Вакула — Усатов, Оксана — Климентова, Солоха — Светловская, Чуб — Матчинский, Пан Голова — Стрелецкий, Бес — Корсов, Школьный учитель — Додонов, Светлейший — Хохлов, Панас — Григорьев).
1888 год — император Александр III назначил Чайковскому пенсию в 3000 рублей.
3 января 1890 года — премьера в Мариинском театре балета «Спящая красавица» по либретто И. А. Всеволожского. (Аврора — Брианца, Дезире — П. Гердт, фея Сирени — М. М. Петипа, Карабос — Чекетти; балетмейстер М. И. Петипа, дирижёр Дриго, художник Бочаров, Левот, Андреев и Шишков, костюмы Всеволожского).
1890 год — в Большом театре поставлена опера «Чародейка».
7 декабря 1890 года в Мариинском театре поставлена опера «Пиковая дама» (либретто брата композитора Модеста с участием композитора, по повести Пушкина, с использованием стихов К. Н. Батюшкова, Г. Р. Державина, В. А. Жуковского, П. М. Карабанова и К. Ф. Рылеева), (дирижёр Направник, постановка Палечека, режиссёр Кондратьев, художники Васильев, Янов, Левот, Иванов и Андреев, балетмейстер Петипа; Герман — Н. Фигнер, Томский — Мельников, Елецкий — Яковлев, Чекалинский — Васильев 2-й, Сурин — Фрей, Чаплицкий — Кондараки, Нарумов — Соболев, Распорядитель — Ефимов, Лиза — М. Фигнер, Графиня — Славина, Полина — Долина, Гувернантка — Пильц, Горничная — Юносова, Прилепа — Ольгина, Миловзор — Фриде, Златогор — Климов 2-й).
19 декабря 1890 года — опера «Пиковая дама» поставлена в Киеве артистами оперной антрепризы И. П. Прянишникова (дирижёр Прибик; Герман — Медведев, Томский — Дементьев, Елецкий — Тартаков, Графиня — Смирнова, Лиза — Мацулевич).
1891 год — написана опера «Иоланта» (либретто М. И. Чайковского по драме X. Герца «Дочь короля Рене»). Опера «Пиковая дама» поставлена в Большом театре (дирижёр Альтани, художники Вальц и Лебедев, балетмейстеры Петипа и Иванов; Герман — Медведев; Томский — Корсов, Елецкий — Хохлов, Лиза — Дейша-Сионицкая, Полина — Гнучева, Графиня — Крутикова); музыка к «Гамлету», поставленному в Михайловском театре (Петербург).
6 декабря 1892 года — премьера в Мариинском театре в Петербурге оперы «Иоланта» (дирижёр Направник, декорации Бочарова; король Рене — Серебряков, Роберт — Яковлев, Водемон — Фигнер, Эбн-Хакия — Чернов, Альмерик — Карелин, Бертран — Фрей, Иоланта — М. Фигнер, Марта — Каменская, Бригитта — Рунге, Лаура — Долина) вместе с балетом: «Щелкунчик». (либретто М. И. Петипа по сказке Э. Т. Гофмана; в переделке А. Дюма-сына). (Клара — Белинская, Фриц — В. Стуколкин, Щелкунчик — С. Легат, фея Драже — Дель-Эра, принц Коклюш — П. Гердт, Дроссельмейер — Т. Стуколкин; балетмейстер Иванов, дирижёр Дриго, художники Бочаров и К. Иванов, костюмы — Всеволожский и Пономарёв).

### Автографы музыкальных сочинений
Исследователи творческого наследия П. И. Чайковского терминологически отделяли понятие автографов сочинений, содержащих полную их запись со всеми необходимыми компонентами оформления, предназначенными как для исполнения, так и для издания, от других авторских рукописей — предварительных рабочих заметок и эскизов. В эскизе, предшествовавшем написанию автографа, композитор фиксировал важнейшие параметры своего нового сочинения, детали которых прорабатывались им в предварительных набросках и кратких записях. После появления эскиза Чайковский считал музыкальное произведение «сочинённым» и готовым для переписки в полное изложение. Комплекс сохранившихся рукописей музыкальных произведений Чайковского служит источником постижения индивидуального процесса их создания.
Сбережение именно в России большей части музыкальных рукописей П. И. Чайковского во многом стало заслугой П. И. Юргенсона, который не только издавал сочинения композитора, но и стремился сохранить каждый листок, написанный его рукой, монополизировав «собирание музыкальных автографов Петра Ильича».
Понимавший значимость подлинных рукописей Чайковского, П. И. Юргенсон уговаривал композитора присылать для своего «кладохранилища» любые листы с его нотными записями или пометками и правками на страницах корректур. 23 февраля 1882 года Чайковский писал издателю из Неаполя: «К чему, голубчик, тебе вся эта макулатура? Отчего ты требовал оставшиеся от прошлой корректуры ненужные листы? Всю эту дрянь я на всякий случай сохраню и привезу… » В ответ Юргенсон пояснял Чайковскому, что даже старые поправленные им оттиски корректуры важны «как документы, как corpus delicti (рус. свод) погрешностей». П. И. Юргенсон так формулировал цель своих усилий по сохранению рукописей: «Я их собираю не для себя, а для потомства, для России и считаю себя как бы временным хранителем клада, дрожащим над ним, считая себя ответственным за каждый листок… У меня они в сохранности и со временем будут доступны всем интересующимся наукой или искусством». 19 декабря 1884 года издатель писал заведующему Художественным отделением Императорской публичной библиотеки В. В. Стасову:
Петр Ильич Чайковский передал мне о Вашем желании получить несколько его рукописей и просил меня согласиться на передачу их в Публичную библиотеку. Я гораздо раньше решил, что оригинальные рукописи когда-нибудь мною будут отданы в Публичную библиотеку, но не отдельные какие-нибудь сочинения, а все. У меня они сохранны и целы и я их берегу, и веду борьбу за них с автором, который их ни во что не ставит и не бережет...
Творческие рукописи П. И. Чайковского сохраняются в разных российских фондах: Всероссийского музейного объединения музыкальной культуры имени М. И. Глинки (с 2018 года — Российский национальный музей музыки), дома-музея композитора в Клину, музыкальных библиотек московской и санкт-петербургской консерваторий, бывшей Императорской публичной библиотеки, музыкальной библиотеки Мариинского театра и других.
Самое значительное собрание принадлежит Российскому национальному музею музыки — 143 автографа музыкальных сочинений. Его коллекция автографов Чайковского сложилась в основном благодаря поступлениям ещё в 1910-х годах рукописей композитора, хранившихся в библиотеке Московской консерватории после первых концертных исполнения произведений, а также переданному музею в 1941 году из рукописного отдела Московской консерватории национализированных после революции архивов музыкальных издательств, в том числе и архива фирмы П. И. Юргенсона. В 1957 г. музей выпустил каталог «Автографы П. И. Чайковского в фондах ГЦММК».
В архиве клинского дома-музея — 50 автографов. Среди них — черновые эскизы написанной в Клину симфонии № 6 («Патетической»).
Среди восьми музыкальных автографов, хранящихся в отделе рукописей научной музыкальной библиотеки Санкт-Петербургской консерватории, находится рукопись написанной Чайковским в 1865 году к окончанию Консерватории кантаты «К радости». Автограф был обнаружен в 1936 году при ревизии нотного архива.
Отдельные экземпляры музыкальных автографов П. И. Чайковского имеются в Президентской библиотеке.
Среди документов музыкального издательства П. И. Юргенсона в РГАЛИ (фонд 952) хранится рукопись партитуры оперы «Снегурочка».
Некоторые нотные автографы П. И. Чайковского хранятся в зарубежных собраниях — в музыкальном отделении Библиотеки Конгресса в Вашингтоне, в Библиотеке Пирпонта Моргана в Нью-Йорке и других.
Аукционным домом Christie’s на торгах в Лондоне были проданы:

3 июня 2009 года — рукопись партитуры оперы «Орлеанская дева»;

2 июня 2010 года — два фрагмента рукописной партитуры оперы «Мазепа».
Аукционным домом Sotheby’s на торгах в Лондоне 28 мая 2015 года была продана рукопись оркестровой Сюиты № 2, op.53.
Концепция проекта издания академического полного собрания сочинений П. И. Чайковского, начатого в 2013 году, предполагает публикацию всех произведений композитора, распределённых по жанровым сериям — музыкальные сочинения (серии I—XII) и литературные сочинения (серии XIII—XVII). Факсимиле фрагментов автографов включены в соответствующие разделы издания и в отдельных приложениях с указанием места нахождения оригинала.
Постоянный интерес источниковедов-исследователей русской музыкальной культуры к автографам композитора обусловил начало в 2015 году работ над проектом создания электронной базы данных — «Чайковский: открытый мир» — сканированных оригиналов его нотных записей, хранящихся в более чем 70 фондах разных стран. В настоящее время на портале «Культура. РФ» открыт доступ к рукописям более 200 музыкальных сочинений Чайковского (симфоний, опер, балетов, концертов, фортепианных пьес и романсов) и сведениям об их истории, описании физических характеристиках оригиналов и времени и месте создания.

## Книги в жизни и творчестве композитора
Тяга к чтению и литературе была привита Чайковскому в детские годы гувернанткой Фанни Дюрбах, приглашённой родителями для занятий со старшими детьми. С шести лет мальчик свободно читал по-французски и по-немецки. Некоторые семейные книги сохранились у композитора. Среди них — «Квентин Дорвард» В. Скотта (на французском языке), «Ундина» Ф. Ламотт-Фуке в поэтическом переводе В. А. Жуковского, принадлежавшие матери Евангелие и сборник стихир и канонов, журнал «Телескоп» за 1833 год.
Н. Н. Берберова отмечала, что к 1877 году у Чайковского в доме «книг почти не было: любимый Отто Ян — „Биография Моцарта“, Стендаль, два десятка случайных исторических книг… А вот Пушкина у него не было никогда». Композитор, увлекшийся идеей написать оперу «Евгений Онегин», был вынужден искать книгу у букинистов. Свою собственную библиотеку П. И. Чайковский начал собирать после переезда в конце 1860-х годов в Москву, а наиболее активно — в середине 1880-х годов с началом жизни в клинских усадьбах.
В посмертной описи имущества, составленной клинским судебным приставом 27 октября 1893 года, были указаны 1239 изданий, в том числе 774 книги и 465 нотных материалов, относящихся к XVIII—XIX векам. Самое раннее из них — Библия на французском языке, изданная в 1736 году. Близко знавший Чайковского музыкальный критик и композитор Г. А. Ларош писал, что литература была для композитора «после музыки, главным и существеннейшим его интересом». Композитор приобретал нужные издания не только в Москве и Петербурге, но и во время поездок по другим городам России и Европы. В его библиотеке представлены книги, помимо русского, на шести языках — французском, немецком, итальянском, английском, чешском и латыни. Купленные книги Чайковский отдавал в переплёт — на кожаных корешках, кроме краткого названия и автора, вытеснены инициалы владельца — «П. Ч.»
Чтение играло большую роль в жизни композитора и, наряду с музыкальной работой и прогулками, входило в обязательный распорядок дня. Иногда в доме читали вслух. Чайковский ценил произведения многих зарубежных и отечественных классиков литературы. В переписке с близкими делился впечатлениями о книгах и их авторах. Лично знал А. Н. Апухтина, А. Н. Островского, А. Н. Плещеева, Я. П. Полонского, Л. Н. Толстого, А. А. Фета, А. П. Чехова. Из русских писателей более всех читал и перечитывал Толстого, Островского, Гоголя.
Кроме художественной литературы, любил читать книги по русской истории, особенно XVIII века. Собрал труды историков К. Н. Бестужева-Рюмина, В. А. Бильбасова, А. Г. Брикнера, И. Е. Забелина, Н. М. Карамзина, Н. И. Костомарова. Выписывал журналы «Исторический вестник», «Русская старина», «Русский архив».
Были в библиотеке Чайковского и книги по европейской истории и истории религии. Среди них — «Общий очерк истории Европы» Э. Фримана (издание 1880 года), «История нашего времени от вступления на престол королевы Виктории до Берлинского конгресса с 1837 по 1878» Дж. Мак-Карти (издание 1881 года), книги Э. Ренана: «Жизнь Иисуса», «Апостолы», «История израильского народа», «Новые очерки по истории религии».
Среди естественнонаучных книг, которыми пользовался Чайковский, в его собрании есть «Муравьи, пчёлы, осы. Наблюдения над нравами общежительных перепончатокрылых» Д. Лаббока, «Млекопитающие» К. Фохта, «Звёздный атлас для небесных наблюдений: Изображение всех звезд, видимых простым глазом до 35 градуса южного склонения и обозначение переменных и двойных звёзд, звёздных скоплений и туманностей», две книги профессора Д. Н. Кайгородова — «Из зелёного царства. Популярный очерк из мира растений» и «Собиратель грибов. Карманная книжка, содержащая в себе описание важнейших съедобных, ядовитых и сомнительных грибов, растущих в России». Чайковский называл книги своими «собеседниками» и писал: «Лучше всего мне бывает, когда я совершенно один и когда человеческое общество мне заменяют деревья, цветы, книги, ноты…» Свидетельствами тяги к уединению в мире природы и книг являются собранные композитором во время прогулок цветы и растения, засушенные и сохранившиеся в его библиотеке между страницами книг — «собеседников».
Удалившись от «праздной городской жизни», Чайковский написал в августе 1886 года: «…слава Богу, я стал снова вполне доступен общению с природой и способностью в каждом листке и цветочке видеть и понимать что-то недосягаемо-прекрасное, покоящее, мирящее, дающее жажду жизни». Эта жажда жизни совпала с периодом работы Чайковского над произведениями — «Манфредом» (1885 год), 5-й симфонией (1888 год), «Пиковой дамой» (1890 год), «Иолантой» (1891 год), 6-й симфонией (1893 год). Творческая потребность композитора в постоянном доступе в мир духовных поисков, заключённых в античной, средневековой и современной литературе, в исторических, философских и богословских трудах, объясняет интенсивное пополнение личной библиотеки именно в эти годы. Для Чайковского, получившего фундаментальное гуманитарное образование, книги были частью среды, в которой зарождались сюжеты и мотивы его музыки. Он писал про себя: «Мне кажется, что я действительно одарён свойством правдиво, искренно и просто выражать музыкой те чувства, настроения и образы, на которые наводит текст». При чтении книг своей библиотеки композитор оставлял на их страницах многочисленные разного рода пометки, отмечая всё, что волновало его в тексте или могло быть использовано, как для выработки концепции музыкальных произведений, так и в конкретных сюжетах.
Поиски нравственно-этической самоидентификации в эти же годы побудили Чайковского к систематическому чтению Библии. На приобретённом им экземпляре Библии (издание 1878 года) имеются свыше 200 пометок и 75 дат, которые ставил композитор в процессе чтения с 11 сентября 1885 года по 3 февраля 1892 года. Читать Священное писание он начал с Евангелия от Луки, но, дочитав Евангелие от Иоанна, вернулся к началу Нового Завета и продолжил чтение его параллельно с Ветхим Заветом. Читал он, как правило, в спокойной обстановке своих дач в Майданове и Фроловском, два-три раза в неделю. Если в 1877 году Чайковский писал, что «относительно религии натура моя раздвоилась, и я ещё до сих пор не могу найти примирения», то в 1887 году ему казалось странным, «что, несмотря на всю горячность симпатических чувств, возбуждаемых Христом, я смел сомневаться в его Божественности».
Человек высокой книжной культуры, уже будучи композитором и профессором Московской консерватории, Чайковский проявил себя в качестве музыкального публициста. В течение ряда лет был штатным музыкальным обозревателем в газетах «Современная летопись» (1871) и «Русские ведомости» (1872—1875). Г. А. Ларош писал, что Чайковский «весьма талантливый литератор, писал безукоризненным слогом, ясно и живо излагал свои мысли». Не афишируя эту сторону свой деятельности, он подписывал свои музыкальные рецензии в «Русских ведомостях» инициалами «Б. Л.». Его музыкально-критические статьи, изданные в 1898 году под общим названием «фельетоны», составили важную часть творческого наследия.
Особое место в литературном наследии Чайковского занимают письма, содержащие множество авторских высказываний о музыке и композиторах, литературе и искусстве, истории и философии, описаний природы и фактов окружающей жизни. Число только опубликованных писем к различным адресатам доходит до пяти тысяч.

## Литературное и эпистолярное наследие

### Сочинения, учебники и переводы
Автобиография и музыкально-критические статьи
- Чайковский, Пётр Ильич. Дневники: биография (Автобиография) / ред. Т. Чугунова. — М.: Наш дом - L'Age d'Homme, 2000. — 297 с. — ISBN 5-89136-015-2.
- Чайковский, Пётр Ильич. Музыкальные фельетоны и заметки Петра Ильича Чайковского (1868-1876 г.) / с предисловием Г. А. Лароша. — М.: Высочайше утверждённое т-во «Печатня С. П. Яковлева», 1898. — 391 с.
- Чайковский, Пётр Ильич. О программной музыке: Избранные отрывки из писем и статей / Сост., ред. и комм. И. Ф. Кунина. — М.-Л.: Музгиз, 1952. — 112 с.

Учебники
В 1872 году было опубликовано «Руководство к практическому изучению гармонии» Чайковского — первый русский учебник гармонии, написанный в помощь молодым композиторам. Чайковский был практиком, а не теоретиком музыки, и никогда не притязал на создание собственного учения о гармонии. В большей степени автора учебника волновало освоение западноевропейского знания о музыкальной гармонии, его ассимиляция в условиях зарождающегося русского «композиционно-технического» профессионализма. По этой причине учебник не содержит выстроенной системы научных понятий и какой-либо историографии гармонии, он имеет ярко выраженную дидактическую и практическую направленность.
- П. Чайковскій. Руководство къ практическому изученію гармоніи. Учебникъ (1872). — Изданіе шестое. — Москва, 1897.

По просьбе протоиерея Д. В. Разумовского Чайковский переработал учебник с учётом потребностей образования церковных музыкантов. Пособие было опубликовано в 1875 году под названием «Краткий учебник гармонии, приспособленный к чтению духовно-музыкальных сочинений в России», которое также известно под сокращённым названием — «Краткий учебник гармонии».
- П. Чайковский. Краткий учебник гармонии (1875) // Полное собрание сочинений: Литературные произведения и переписка. — М.: Музгиз, 1957. — Т. III-A.

Переводы
Чайковский переводил с немецкого и французского языков, при этом он активно адаптировал иностранные тексты к нуждам российского музыкального образования (приспосабливал терминологию, подыскивал нотные иллюстрации из русской музыки, дописывал комментарии и осуществлял другую редакцию оригиналов):
- Ф. О. Геварт. Руководство к инструментовке. — М.: П.И. Юргенсон, 1866.[αζ]
- Р. Шуман. Жизненные правила для молодых музыкантов. — М.: П.И. Юргенсон, 1869.[αη]
- И. Х. Лобе. Музыкальный катехизис. — М.: П.И. Юргенсон, 1870.[αθ]

### Письма
Письма П. И. Чайковского являются одним из важнейших источников информации об обстоятельствах его жизни и творчества, его отношении к музыке, литературе, искусству и истории. В эпистолярное наследие композитора вошли выявленные и сохранённые около 5000 писем разным адресатам — комплекты многолетних переписок и отдельные письма. В числе обширных комплектов переписок — переписка с Н. Ф. фон Мекк, издателем П. И. Юргенсоном, композитором С. И. Танеевым и великим князем К. К. Романовым. П. Е. Вайдман писала, что «эти переписки очень разные по характеру. Содержание, степень откровенности данного письма зависят от адресата. Поэтому если сравнить письма, написанные в один день разным людям, можно найти существенные отличия в освещении одних и тех же событий или явлений. Достоверная интерпретация текстов, восстановление купюр — одна из проблем для этого богатейшего источника биографии композитора».
Издания переписки с Н. Ф. фон Мекк
Первое издание переписки, хранившейся главным образом в доме-музее в Клину, было осуществлено в 1934—1936 годах (1-й том — 276 писем (1876—1878 годы), 644 с., 1934 г.; 2-й том — 430 писем (1879—1881 годы), 678 с., 1935 г.; 3-й том — 497 писем (1882—1890 годы), 684 с., 1936 г.):
- Чайковский П. И. Переписка с Н. Ф. фон Мекк в 3 томах / Ред. и примеч. В. А. Жданова, Н. Т. Жегина. Оформл. А. А. Толоконникова. — М.-Л.: Academia (Mузыка. Труды Дома-музея П. И. Чайковского), 1934—1936. — 5300 экз.

Ставшая библиографической редкостью переписка была переиздана в 2004 году:
- Чайковский П. И. Переписка с Н. Ф. фон Мекк: В 3 кн. — М.: Захаров, 2004. — 624+688+736 с. — 3000 экз. — ISBN 5-8159-0393-0.

Найденные в последнее время материалы позволили подготовить новое 4-томное издание переписки, в котором письма впервые публикуются без купюр:
- Чайковский П. И., фон Мекк Н. Ф. Переписка. 1876—1890. В 4 томах. — Челябинск: Music Production International (MPI).

Издания переписки с П. И. Юргенсоном
Первое издание переписки в двух томах было осуществлено издательством Музгиз (1-й том вышел в 1938 году, 2-й том — в 1952 году). В издание вошли 752 письма, причём письма Юргенсона по цензурным соображениям были напечатаны с купюрами или исключены из подборки. Московское музыкальное издательство П. Юргенсон под общей редакцией П. Е. Вайдман выпустило новое издание переписки, в котором полностью напечатаны более 1200 писем:
- Переписка. П. И. Чайковский. П. И. Юргенсон. В двух томах. Том 1: 1866—1885. — М.: П. Юргенсон, 2011. — 688 с.
- Переписка. П. И. Чайковский. П. И. Юргенсон. В двух томах. Том 2: 1886—1893. — М.: П. Юргенсон, 2013. — 664 с.

Другие издания
- Соколов В. С. Письма П. И. Чайковского без купюр: Неизвестные страницы эпистолярии // Пётр Ильич Чайковский. Забытое и новое: Альманах / Сост. П. Е. Вайдман и Г. И. Белонович. — Вып. 1. — М.: ИИФ «Мир и культура», 1995. — С. 118—134.
- Чайковский П. И. Письма к родным (1850—1879). — М.: Музгиз, 1940. — Т. 1.
- Чайковский П. И. Литературные произведения и переписка. TТ. II, III, V—XVII. М., 1953—1981 (тома I, IV не опубликованы).

## Адреса в Санкт-Петербурге и Москве
Санкт-Петербург
| Период                     | Место                                                      | Адрес                                                           |
| -------------------------- | ---------------------------------------------------------- | --------------------------------------------------------------- |
| 1848                       | пансион Шмеллинга                                          | Большой проспект Петербургской (ныне Петроградской) стороны, 14 |
| 1848 — май 1849            | дом Елисеева                                               | Биржевая линия, 18                                              |
| осень 1852 — осень 1853    | доходный дом                                               | Сергиевская улица, 41                                           |
| осень 1853 — осень 1854    | дом Лещевой                                                | Соляной переулок, 6                                             |
| с осени 1854               | дом Гаке                                                   | 4-я линия Васильевского острова                                 |
| конец 1854 — осень 1855    | доходный дом Остерлова                                     | Средний проспект, 10                                            |
| осень 1855 — осень 1858    | дом А. П. Заболоцкого-Десятовского                         | 8-я линия Васильевского острова, 39, кв. 31                     |
| осень 1858                 | квартира Е. А. Шоберт в доме Шиле                          | 2-я линия Васильевского острова, 45                             |
| осень 1858 — весна 1863    | профессорский корпус Технологического института            | Царскосельский проспект, 26                                     |
| осень 1863 — лето 1865     |                                                            | Лештуков переулок, 16                                           |
| сентябрь—октябрь 1865      | меблированные комнаты Е. А. Шоберт                         | Пантелеймоновская улица, 11                                     |
| октябрь 1865 — январь 1866 | квартира А. И. Апухтина в доходном доме Фролова            | Караванная улица, 18                                            |
| март 1866—1868             |                                                            | Кирочная улица, 7, кв. 6                                        |
| нач. сентября 1869         | дом М. В. Бегичевой                                        | набережная реки Фонтанки, 25                                    |
| 22—25 января 1874          | гостиница «Виктория»                                       | Казанская улица, 29                                             |
| 1876 год                   | доходный дом Львова                                        | Торговая улица, 12, кв. 24                                      |
| июль 1877                  | гостиница «Европейская»                                    | Большая Итальянская улица, 7                                    |
| осень 1877                 | гостиница «Дагмар»                                         | Большая Садовая улица, 9                                        |
| октябрь 1878               |                                                            | Невский проспект, 79                                            |
| октябрь—ноябрь 1879        | доходный дом                                               | Надеждинская улица, 4, кв. 4                                    |
| ноябрь—декабрь 1880        | гостиница «Европейская»                                    | Большая Итальянская улица, 7                                    |
| январь — 13.02.1881        | доходный дом Оржевского                                    | набережная реки Фонтанки, 28                                    |
| март 1881                  | доходный дом Оржевского                                    | набережная реки Фонтанки, 28                                    |
| 1881—1882                  | квартира А. Литке в доходном доме П. И. Кольцова           | Английский проспект, 21                                         |
| декабрь 1882               | доходный дом Оржевского                                    | набережная реки Фонтанки, 28                                    |
| март 1883                  | доходный дом Оржевского                                    | набережная реки Фонтанки, 28                                    |
| декабрь 1885 — январь 1886 | дом княгини Урусовой                                       | набережная реки Фонтанки, 19                                    |
| октябрь 1886               | дом княгини Урусовой                                       | набережная реки Фонтанки, 19                                    |
| 28.02.1887                 | гостиница «Гранд-Отель»                                    | Малая Морская улица, 18                                         |
| ноябрь 1888—1893           | доходный дом Н. И. Яфа                                     | набережная реки Фонтанки, 24                                    |
| лето 1890                  | квартира Г. А. Лароша в доходном доме О. Н. Рукавишниковой | Адмиралтейская набережная, 10, кв. 31                           |
| ноябрь 1890 — февраль 1891 | гостиница «Россия»                                         | Набережная реки Мойки, 60                                       |
| 27 октября — декабрь 1892  | гостиница «Гранд-Отель»                                    | Малая Морская улица, 18                                         |
| 21—23 августа 1893         | квартира Г. А. Лароша в доходном доме О. Н. Рукавишниковой | Адмиралтейская набережная, 10, кв. 31                           |
| 10—25 октября 1893         | доходный дом Ратина                                        | Гороховая улица, 8.                                             |

Москва
Впервые будущего композитора ребёнком привезли в Москву в октябре 1848 года, когда семья покинула Воткинск и в ноябре того же года переехала в Петербург.
С началом в 1866 году преподавательской деятельности П. И. Чайковского в только что основанной Московской консерватории, Москва заняла важное место в его биографии. Напряжённый ритм жизни и попытки создать удовлетворительные условия для творческой работы объясняют частые смены его предпочтений и географию московских адресов.
6 января 1866 года Чайковский приехал в Москву и остановился в гостинице Кокоревского подворья на Софийской набережной, но по приглашению Николая Рубинштейна уже на следующий день переселился в его квартиру. После неудачной женитьбы и несостоявшейся семейной жизни композитор отказался от найма в городе собственных квартир и, приезжая периодически в Москву, останавливался в гостиницах или в домах знакомых.
| Период          | Место                                        | Адрес                             |
| --------------- | -------------------------------------------- | --------------------------------- |
| с 07.01.1866    | дом Воейковой, квартира Н. Г. Рубинштейна    | Моховая улица                     |
| с осени 1866    | квартира во флигеле Московской консерватории | улица Воздвиженка, 13             |
| с августа 1869  | дом Макарова                                 | улица Знаменка, 14                |
| с сентября 1871 | дом Лебедевой                                | улица Спиридоновка, 9             |
| с сентября 1872 | дом Козакова                                 | Кудринская площадь, 46            |
| с ноября 1873   | дом Вишневской                               | Малая Никитская улица, 21         |
| с сентября 1874 | дом Полуэктова                               | Малая Никитская улица, 35         |
| с ноября 1875   | дом Шлезингера                               | Крестовоздвиженский переулок, 7   |
| 12—24.09.1877   | доходный дом П. Н. Батюшкова,                | Большая Никитская улица, 24       |
| июнь 1878       | Большая Московская гостиница                 | Воскресенская площадь, 1/2        |
| ноябрь 1878     | гостиница «Лоскутная»                        | Тверская улица, 5                 |
| март 1879       | гостиница Дюссо                              | Театральный проезд, 3             |
| сентябрь 1879   | гостиница Кокоревского подворья              | Софийская набережная, 34          |
| апрель 1880     | гостиница Кокоревского подворья              | Софийская набережная, 34          |
| 1880 год        | квартира во флигеле Московской консерватории | Большая Никитская улица, 13       |
| ноябрь 1880     | гостиница «Славянский базар»                 | Никольская улица, 17              |
| 1881 год        | квартиры брата А. И. Чайковского             | Садовая-Кудринская улица, 14 и 18 |
| 1882 год        | дом П. И. Юргенсона                          | Хохловский переулок, 21           |
| ноябрь 1882     | гостиница Кокоревского подворья              | Софийская набережная, 34          |
| ноябрь 1883     | гостиница Кокоревского подворья              | Софийская набережная, 34          |
| 1884—1887       | дом Н. Ф. фон Мекк                           | Мясницкая улица, 44               |
| осень 1889      | дом Мацилевича                               | Троицкий переулок, 6              |
| январь 1891     | Большая Московская гостиница                 | Воскресенская площадь, 1/22       |
| 07—09.10.1893   | Большая Московская гостиница                 | Воскресенская площадь, 1/22       |

Последний раз Чайковский посетил Москву в 1893 году, приехав из Клина вечером 7 октября в Большую Московскую гостиницу. Вечером 9 октября он уехал в Петербург.

## Голос Чайковского
В 1890 году немецким филофонистом Юлиусом Блоком была сделана короткая запись с помощью фонографа, на которой звучат голоса нескольких музыкантов, в том числе Чайковского, Рубинштейна и Сафонова. По словам музыковеда Леонида Сабанеева, Чайковского не устраивало записывающее устройство и он пытался уклоняться от него. До записи Блок попросил композитора сыграть на пианино или хотя бы сказать что-нибудь. Он отказался, сказав: «Я плохой пианист и мой голос скрипучий. Зачем увековечивать это?»
Эпизод с фонографом лёг в основу короткометражного фильма «Фонограф», снятого в 2016 году, в котором роль Чайковского исполнил Евгений Миронов.
| | - Помощь по воспроизведению |
| Живой голос Чайковского (начинается с 29 секунды) |                             |
| |                             |
| Записано в январе 1890. - А. Рубинштейн: Какая прекрасная вещь [фонограф]… наконец то… (неразборчиво) - Е. Лавровская: Противный *** да как вы смеете называть меня коварной? - В. Сафонов: (поёт) - П. Чайковский: Эта трель могла бы быть лучше. - Е. Лавровская: (поёт) - П. Чайковский: Блок — молодец, а Эдисон ещё лучше! - E. Лавровская: (поёт) А-о, а-о. - В. Сафонов: (на немецком) Peter Jürgenson im Moskau! (Петер Юргенсон им Москау). - П. Чайковский: Кто сейчас говорил? Кажется, голос Сафонова. - В. Сафонов: (свистит) |                             |

## Дискография
Оркестровые сочинения
Полный цикл симфоний Чайковского (включая или исключая «Манфред») записали Клаудио Аббадо, Леонард Бернстайн (также другая оркестровая и балетная музыка), Валерий Гергиев, Антал Дорати (также запись всех балетов и всех оркестровых сюит), Герберт фон Караян, Дмитрий Китаенко, Лорин Маазель, Игорь Маркевич, Курт Мазур, Зубин Мета, Риккардо Мути, Юджин Орманди, Михаил Плетнёв (два комплекта), Геннадий Рождественский, Евгений Светланов (все оркестровые сочинения), Леонард Слаткин, Юрий Темирканов, Владимир Федосеев, Бернард Хайтинк, Марис Янсонс, Неэме Ярви и др.
Записи отдельных симфоний Чайковского осуществили Александр Гаук (№ 3, 4, оркестровые пьесы), Карло Мария Джулини (№ 6), Кирилл Кондрашин (№ 1, 3—6), Евгений Мравинский (№ 4—6), Роджер Норрингтон (№ 5, 6), Сэйдзи Одзава (№ 6), Давид Ойстрах (№ 5, 6), Ференц Фричай (№ 4—6), Вильгельм Фуртвенглер (№ 5, 6) и др.

## Генеалогия
| Виктор Асье                              | Виктор Асье                              | Виктор Асье                              | Виктор Асье                              | Виктор Асье                              | Виктор Асье                              |  |  | Мари Клод                                | Мари Клод                                | Мари Клод                                | Мари Клод                                | Мари Клод                                | Мари Клод                                |  |  | Георг Виттиг                                | Георг Виттиг                                | Георг Виттиг                                | Георг Виттиг                                | Георг Виттиг                                | Георг Виттиг                                |  |  |                                          |                                          |                                          |                                          |                                          |                                          |  |  |                                           |                                           |                                           |                                           |                                           |                                           |  |  |                                      |                                      |                                      |                                      |                                      |                                      |  |  |                                       |                                       |                                       |                                       |                                       |                                       |  |  |                                     |                                     |                                     |                                     |                                     |                                     |
| Виктор Асье                              | Виктор Асье                              | Виктор Асье                              | Виктор Асье                              | Виктор Асье                              | Виктор Асье                              |  |  | Мари Клод                                | Мари Клод                                | Мари Клод                                | Мари Клод                                | Мари Клод                                | Мари Клод                                |  |  | Георг Виттиг                                | Георг Виттиг                                | Георг Виттиг                                | Георг Виттиг                                | Георг Виттиг                                | Георг Виттиг                                |  |  |                                          |                                          |                                          |                                          |                                          |                                          |  |  |                                           |                                           |                                           |                                           |                                           |                                           |  |  |                                      |                                      |                                      |                                      |                                      |                                      |  |  |                                       |                                       |                                       |                                       |                                       |                                       |  |  |                                     |                                     |                                     |                                     |                                     |                                     |
|                                          |                                          |                                          |                                          |                                          |                                          |  |  |                                          |                                          |                                          |                                          |                                          |                                          |  |  |                                             |                                             |                                             |                                             |                                             |                                             |  |  |                                          |                                          |                                          |                                          |                                          |                                          |  |  |                                           |                                           |                                           |                                           |                                           |                                           |  |  |                                      |                                      |                                      |                                      |                                      |                                      |  |  |                                       |                                       |                                       |                                       |                                       |                                       |  |  |                                     |                                     |                                     |                                     |                                     |                                     |
|                                          |                                          |                                          |                                          |                                          |                                          |  |  |                                          |                                          |                                          |                                          |                                          |                                          |  |  |                                             |                                             |                                             |                                             |                                             |                                             |  |  |                                          |                                          |                                          |                                          |                                          |                                          |  |  |                                           |                                           |                                           |                                           |                                           |                                           |  |  |                                      |                                      |                                      |                                      |                                      |                                      |  |  |                                       |                                       |                                       |                                       |                                       |                                       |  |  |                                     |                                     |                                     |                                     |                                     |                                     |
| Фёдор Афанасьевич Чайка (1695—1767)      | Фёдор Афанасьевич Чайка (1695—1767)      | Фёдор Афанасьевич Чайка (1695—1767)      | Фёдор Афанасьевич Чайка (1695—1767)      | Фёдор Афанасьевич Чайка (1695—1767)      | Фёдор Афанасьевич Чайка (1695—1767)      |  |  | Мишель Виктор Асье (1736—1799)           | Мишель Виктор Асье (1736—1799)           | Мишель Виктор Асье (1736—1799)           | Мишель Виктор Асье (1736—1799)           | Мишель Виктор Асье (1736—1799)           | Мишель Виктор Асье (1736—1799)           |  |  | Мария Кристина Элеонора Виттиг              | Мария Кристина Элеонора Виттиг              | Мария Кристина Элеонора Виттиг              | Мария Кристина Элеонора Виттиг              | Мария Кристина Элеонора Виттиг              | Мария Кристина Элеонора Виттиг              |  |  | Михаил Иванович Попов (1751—1792)        | Михаил Иванович Попов (1751—1792)        | Михаил Иванович Попов (1751—1792)        | Михаил Иванович Попов (1751—1792)        | Михаил Иванович Попов (1751—1792)        | Михаил Иванович Попов (1751—1792)        |  |  | Анна Дмитриевна Попова                    | Анна Дмитриевна Попова                    | Анна Дмитриевна Попова                    | Анна Дмитриевна Попова                    | Анна Дмитриевна Попова                    | Анна Дмитриевна Попова                    |  |  |                                      |                                      |                                      |                                      |                                      |                                      |  |  |                                       |                                       |                                       |                                       |                                       |                                       |  |  |                                     |                                     |                                     |                                     |                                     |                                     |
| Фёдор Афанасьевич Чайка (1695—1767)      | Фёдор Афанасьевич Чайка (1695—1767)      | Фёдор Афанасьевич Чайка (1695—1767)      | Фёдор Афанасьевич Чайка (1695—1767)      | Фёдор Афанасьевич Чайка (1695—1767)      | Фёдор Афанасьевич Чайка (1695—1767)      |  |  | Мишель Виктор Асье (1736—1799)           | Мишель Виктор Асье (1736—1799)           | Мишель Виктор Асье (1736—1799)           | Мишель Виктор Асье (1736—1799)           | Мишель Виктор Асье (1736—1799)           | Мишель Виктор Асье (1736—1799)           |  |  | Мария Кристина Элеонора Виттиг              | Мария Кристина Элеонора Виттиг              | Мария Кристина Элеонора Виттиг              | Мария Кристина Элеонора Виттиг              | Мария Кристина Элеонора Виттиг              | Мария Кристина Элеонора Виттиг              |  |  | Михаил Иванович Попов (1751—1792)        | Михаил Иванович Попов (1751—1792)        | Михаил Иванович Попов (1751—1792)        | Михаил Иванович Попов (1751—1792)        | Михаил Иванович Попов (1751—1792)        | Михаил Иванович Попов (1751—1792)        |  |  | Анна Дмитриевна Попова                    | Анна Дмитриевна Попова                    | Анна Дмитриевна Попова                    | Анна Дмитриевна Попова                    | Анна Дмитриевна Попова                    | Анна Дмитриевна Попова                    |  |  |                                      |                                      |                                      |                                      |                                      |                                      |  |  |                                       |                                       |                                       |                                       |                                       |                                       |  |  |                                     |                                     |                                     |                                     |                                     |                                     |
|                                          |                                          |                                          |                                          |                                          |                                          |  |  |                                          |                                          |                                          |                                          |                                          |                                          |  |  |                                             |                                             |                                             |                                             |                                             |                                             |  |  |                                          |                                          |                                          |                                          |                                          |                                          |  |  |                                           |                                           |                                           |                                           |                                           |                                           |  |  |                                      |                                      |                                      |                                      |                                      |                                      |  |  |                                       |                                       |                                       |                                       |                                       |                                       |  |  |                                     |                                     |                                     |                                     |                                     |                                     |
|                                          |                                          |                                          |                                          |                                          |                                          |  |  |                                          |                                          |                                          |                                          |                                          |                                          |  |  |                                             |                                             |                                             |                                             |                                             |                                             |  |  |                                          |                                          |                                          |                                          |                                          |                                          |  |  |                                           |                                           |                                           |                                           |                                           |                                           |  |  |                                      |                                      |                                      |                                      |                                      |                                      |  |  |                                       |                                       |                                       |                                       |                                       |                                       |  |  |                                     |                                     |                                     |                                     |                                     |                                     |
| Пётр Фёдорович Чайковский (1745—1818)    | Пётр Фёдорович Чайковский (1745—1818)    | Пётр Фёдорович Чайковский (1745—1818)    | Пётр Фёдорович Чайковский (1745—1818)    | Пётр Фёдорович Чайковский (1745—1818)    | Пётр Фёдорович Чайковский (1745—1818)    |  |  | Анастасия Степановна Чайковская (1751—?) | Анастасия Степановна Чайковская (1751—?) | Анастасия Степановна Чайковская (1751—?) | Анастасия Степановна Чайковская (1751—?) | Анастасия Степановна Чайковская (1751—?) | Анастасия Степановна Чайковская (1751—?) |  |  | Андрей Михайлович Ассиер (1778—1830)        | Андрей Михайлович Ассиер (1778—1830)        | Андрей Михайлович Ассиер (1778—1830)        | Андрей Михайлович Ассиер (1778—1830)        | Андрей Михайлович Ассиер (1778—1830)        | Андрей Михайлович Ассиер (1778—1830)        |  |  | Екатерина Михайловна Ассиер (1778—1816)  | Екатерина Михайловна Ассиер (1778—1816)  | Екатерина Михайловна Ассиер (1778—1816)  | Екатерина Михайловна Ассиер (1778—1816)  | Екатерина Михайловна Ассиер (1778—1816)  | Екатерина Михайловна Ассиер (1778—1816)  |  |  |                                           |                                           |                                           |                                           |                                           |                                           |  |  |                                      |                                      |                                      |                                      |                                      |                                      |  |  |                                       |                                       |                                       |                                       |                                       |                                       |  |  |                                     |                                     |                                     |                                     |                                     |                                     |
| Пётр Фёдорович Чайковский (1745—1818)    | Пётр Фёдорович Чайковский (1745—1818)    | Пётр Фёдорович Чайковский (1745—1818)    | Пётр Фёдорович Чайковский (1745—1818)    | Пётр Фёдорович Чайковский (1745—1818)    | Пётр Фёдорович Чайковский (1745—1818)    |  |  | Анастасия Степановна Чайковская (1751—?) | Анастасия Степановна Чайковская (1751—?) | Анастасия Степановна Чайковская (1751—?) | Анастасия Степановна Чайковская (1751—?) | Анастасия Степановна Чайковская (1751—?) | Анастасия Степановна Чайковская (1751—?) |  |  | Андрей Михайлович Ассиер (1778—1830)        | Андрей Михайлович Ассиер (1778—1830)        | Андрей Михайлович Ассиер (1778—1830)        | Андрей Михайлович Ассиер (1778—1830)        | Андрей Михайлович Ассиер (1778—1830)        | Андрей Михайлович Ассиер (1778—1830)        |  |  | Екатерина Михайловна Ассиер (1778—1816)  | Екатерина Михайловна Ассиер (1778—1816)  | Екатерина Михайловна Ассиер (1778—1816)  | Екатерина Михайловна Ассиер (1778—1816)  | Екатерина Михайловна Ассиер (1778—1816)  | Екатерина Михайловна Ассиер (1778—1816)  |  |  |                                           |                                           |                                           |                                           |                                           |                                           |  |  |                                      |                                      |                                      |                                      |                                      |                                      |  |  |                                       |                                       |                                       |                                       |                                       |                                       |  |  |                                     |                                     |                                     |                                     |                                     |                                     |
|                                          |                                          |                                          |                                          |                                          |                                          |  |  |                                          |                                          |                                          |                                          |                                          |                                          |  |  |                                             |                                             |                                             |                                             |                                             |                                             |  |  |                                          |                                          |                                          |                                          |                                          |                                          |  |  |                                           |                                           |                                           |                                           |                                           |                                           |  |  |                                      |                                      |                                      |                                      |                                      |                                      |  |  |                                       |                                       |                                       |                                       |                                       |                                       |  |  |                                     |                                     |                                     |                                     |                                     |                                     |
|                                          |                                          |                                          |                                          |                                          |                                          |  |  |                                          |                                          |                                          |                                          |                                          |                                          |  |  |                                             |                                             |                                             |                                             |                                             |                                             |  |  |                                          |                                          |                                          |                                          |                                          |                                          |  |  |                                           |                                           |                                           |                                           |                                           |                                           |  |  |                                      |                                      |                                      |                                      |                                      |                                      |  |  |                                       |                                       |                                       |                                       |                                       |                                       |  |  |                                     |                                     |                                     |                                     |                                     |                                     |
| Мария Карловна Чайковская (?—1831)       | Мария Карловна Чайковская (?—1831)       | Мария Карловна Чайковская (?—1831)       | Мария Карловна Чайковская (?—1831)       | Мария Карловна Чайковская (?—1831)       | Мария Карловна Чайковская (?—1831)       |  |  | Илья Петрович Чайковский (1795—1880)     | Илья Петрович Чайковский (1795—1880)     | Илья Петрович Чайковский (1795—1880)     | Илья Петрович Чайковский (1795—1880)     | Илья Петрович Чайковский (1795—1880)     | Илья Петрович Чайковский (1795—1880)     |  |  | Александра Андреевна Чайковская (1813—1854) | Александра Андреевна Чайковская (1813—1854) | Александра Андреевна Чайковская (1813—1854) | Александра Андреевна Чайковская (1813—1854) | Александра Андреевна Чайковская (1813—1854) | Александра Андреевна Чайковская (1813—1854) |  |  |                                          |                                          |                                          |                                          |                                          |                                          |  |  |                                           |                                           |                                           |                                           |                                           |                                           |  |  |                                      |                                      |                                      |                                      |                                      |                                      |  |  |                                       |                                       |                                       |                                       |                                       |                                       |  |  |                                     |                                     |                                     |                                     |                                     |                                     |
| Мария Карловна Чайковская (?—1831)       | Мария Карловна Чайковская (?—1831)       | Мария Карловна Чайковская (?—1831)       | Мария Карловна Чайковская (?—1831)       | Мария Карловна Чайковская (?—1831)       | Мария Карловна Чайковская (?—1831)       |  |  | Илья Петрович Чайковский (1795—1880)     | Илья Петрович Чайковский (1795—1880)     | Илья Петрович Чайковский (1795—1880)     | Илья Петрович Чайковский (1795—1880)     | Илья Петрович Чайковский (1795—1880)     | Илья Петрович Чайковский (1795—1880)     |  |  | Александра Андреевна Чайковская (1813—1854) | Александра Андреевна Чайковская (1813—1854) | Александра Андреевна Чайковская (1813—1854) | Александра Андреевна Чайковская (1813—1854) | Александра Андреевна Чайковская (1813—1854) | Александра Андреевна Чайковская (1813—1854) |  |  |                                          |                                          |                                          |                                          |                                          |                                          |  |  |                                           |                                           |                                           |                                           |                                           |                                           |  |  |                                      |                                      |                                      |                                      |                                      |                                      |  |  |                                       |                                       |                                       |                                       |                                       |                                       |  |  |                                     |                                     |                                     |                                     |                                     |                                     |
|                                          |                                          |                                          |                                          |                                          |                                          |  |  |                                          |                                          |                                          |                                          |                                          |                                          |  |  |                                             |                                             |                                             |                                             |                                             |                                             |  |  |                                          |                                          |                                          |                                          |                                          |                                          |  |  |                                           |                                           |                                           |                                           |                                           |                                           |  |  |                                      |                                      |                                      |                                      |                                      |                                      |  |  |                                       |                                       |                                       |                                       |                                       |                                       |  |  |                                     |                                     |                                     |                                     |                                     |                                     |
|                                          |                                          |                                          |                                          |                                          |                                          |  |  |                                          |                                          |                                          |                                          |                                          |                                          |  |  |                                             |                                             |                                             |                                             |                                             |                                             |  |  |                                          |                                          |                                          |                                          |                                          |                                          |  |  |                                           |                                           |                                           |                                           |                                           |                                           |  |  |                                      |                                      |                                      |                                      |                                      |                                      |  |  |                                       |                                       |                                       |                                       |                                       |                                       |  |  |                                     |                                     |                                     |                                     |                                     |                                     |
| Зинаида Ильинична Ольховская (1829—1878) | Зинаида Ильинична Ольховская (1829—1878) | Зинаида Ильинична Ольховская (1829—1878) | Зинаида Ильинична Ольховская (1829—1878) | Зинаида Ильинична Ольховская (1829—1878) | Зинаида Ильинична Ольховская (1829—1878) |  |  | Николай Ильич Чайковский (1838—1910)     | Николай Ильич Чайковский (1838—1910)     | Николай Ильич Чайковский (1838—1910)     | Николай Ильич Чайковский (1838—1910)     | Николай Ильич Чайковский (1838—1910)     | Николай Ильич Чайковский (1838—1910)     |  |  | Пётр Ильич Чайковский (1840—1893)           | Пётр Ильич Чайковский (1840—1893)           | Пётр Ильич Чайковский (1840—1893)           | Пётр Ильич Чайковский (1840—1893)           | Пётр Ильич Чайковский (1840—1893)           | Пётр Ильич Чайковский (1840—1893)           |  |  | Антонина Ивановна Чайковская (1849—1917) | Антонина Ивановна Чайковская (1849—1917) | Антонина Ивановна Чайковская (1849—1917) | Антонина Ивановна Чайковская (1849—1917) | Антонина Ивановна Чайковская (1849—1917) | Антонина Ивановна Чайковская (1849—1917) |  |  | Александра Ильинична Давыдова (1841—1891) | Александра Ильинична Давыдова (1841—1891) | Александра Ильинична Давыдова (1841—1891) | Александра Ильинична Давыдова (1841—1891) | Александра Ильинична Давыдова (1841—1891) | Александра Ильинична Давыдова (1841—1891) |  |  | Ипполит Ильич Чайковский (1843—1927) | Ипполит Ильич Чайковский (1843—1927) | Ипполит Ильич Чайковский (1843—1927) | Ипполит Ильич Чайковский (1843—1927) | Ипполит Ильич Чайковский (1843—1927) | Ипполит Ильич Чайковский (1843—1927) |  |  | Анатолий Ильич Чайковский (1850—1915) | Анатолий Ильич Чайковский (1850—1915) | Анатолий Ильич Чайковский (1850—1915) | Анатолий Ильич Чайковский (1850—1915) | Анатолий Ильич Чайковский (1850—1915) | Анатолий Ильич Чайковский (1850—1915) |  |  | Модест Ильич Чайковский (1850—1916) | Модест Ильич Чайковский (1850—1916) | Модест Ильич Чайковский (1850—1916) | Модест Ильич Чайковский (1850—1916) | Модест Ильич Чайковский (1850—1916) | Модест Ильич Чайковский (1850—1916) |
| Зинаида Ильинична Ольховская (1829—1878) | Зинаида Ильинична Ольховская (1829—1878) | Зинаида Ильинична Ольховская (1829—1878) | Зинаида Ильинична Ольховская (1829—1878) | Зинаида Ильинична Ольховская (1829—1878) | Зинаида Ильинична Ольховская (1829—1878) |  |  | Николай Ильич Чайковский (1838—1910)     | Николай Ильич Чайковский (1838—1910)     | Николай Ильич Чайковский (1838—1910)     | Николай Ильич Чайковский (1838—1910)     | Николай Ильич Чайковский (1838—1910)     | Николай Ильич Чайковский (1838—1910)     |  |  | Пётр Ильич Чайковский (1840—1893)           | Пётр Ильич Чайковский (1840—1893)           | Пётр Ильич Чайковский (1840—1893)           | Пётр Ильич Чайковский (1840—1893)           | Пётр Ильич Чайковский (1840—1893)           | Пётр Ильич Чайковский (1840—1893)           |  |  | Антонина Ивановна Чайковская (1849—1917) | Антонина Ивановна Чайковская (1849—1917) | Антонина Ивановна Чайковская (1849—1917) | Антонина Ивановна Чайковская (1849—1917) | Антонина Ивановна Чайковская (1849—1917) | Антонина Ивановна Чайковская (1849—1917) |  |  | Александра Ильинична Давыдова (1841—1891) | Александра Ильинична Давыдова (1841—1891) | Александра Ильинична Давыдова (1841—1891) | Александра Ильинична Давыдова (1841—1891) | Александра Ильинична Давыдова (1841—1891) | Александра Ильинична Давыдова (1841—1891) |  |  | Ипполит Ильич Чайковский (1843—1927) | Ипполит Ильич Чайковский (1843—1927) | Ипполит Ильич Чайковский (1843—1927) | Ипполит Ильич Чайковский (1843—1927) | Ипполит Ильич Чайковский (1843—1927) | Ипполит Ильич Чайковский (1843—1927) |  |  | Анатолий Ильич Чайковский (1850—1915) | Анатолий Ильич Чайковский (1850—1915) | Анатолий Ильич Чайковский (1850—1915) | Анатолий Ильич Чайковский (1850—1915) | Анатолий Ильич Чайковский (1850—1915) | Анатолий Ильич Чайковский (1850—1915) |  |  | Модест Ильич Чайковский (1850—1916) | Модест Ильич Чайковский (1850—1916) | Модест Ильич Чайковский (1850—1916) | Модест Ильич Чайковский (1850—1916) | Модест Ильич Чайковский (1850—1916) | Модест Ильич Чайковский (1850—1916) |